# Constitución española de 1978
La Constitución española de 1978 es la norma suprema del ordenamiento jurídico español, a la que están sujetos todos los poderes públicos y ciudadanos de España desde su entrada en vigor el 29 de diciembre de 1978 (Disposición Final).
Aprobada por las Cortes Generales en sesiones plenarias del Congreso de los Diputados y del Senado celebradas el 31 de octubre de 1978, la Constitución fue ratificada en referéndum el 6 de diciembre, siendo sancionada y promulgada por el rey Juan Carlos I el 27 de diciembre y publicada en el Boletín Oficial del Estado el 29 de diciembre del mismo año.
La promulgación de la Constitución implicó la culminación de la llamada transición a la democracia, que tuvo lugar como consecuencia de la muerte, el 20 de noviembre de 1975, del anterior jefe de Estado, el dictador Francisco Franco, precipitando una serie de acontecimientos políticos e históricos que transformaron el anterior régimen dictatorial en un «Estado social y democrático de derecho que propugna como valores superiores del ordenamiento jurídico la libertad, la justicia, la igualdad y el pluralismo político», tal y como proclama el artículo primero de la Constitución (Art. 1.1). En él también se afianza el principio de «soberanía nacional», que «reside en el pueblo español» (Art.1.2) y se establece «la Monarquía parlamentaria» como forma de gobierno (Art. 1.3) Deroga, además, en la Disposición Derogatoria, las Leyes Fundamentales del Reino aprobadas en 1938 y modificadas en múltiples ocasiones, la última de ellas en 1977 precisamente para abrir paso a la democracia.
«La Constitución se fundamenta en la indisoluble unidad de la Nación española, patria común e indivisible de todos los españoles y reconoce el derecho a la autonomía de las nacionalidades y regiones que la integran» (artículo 2). Establece una organización territorial basada «en municipios, en provincias y en las Comunidades Autónomas que se constituyan» (Art. 137), rigiendo «la solidaridad entre todas ellas» (Arts. 2 y 138.1). Tras el proceso de formación del Estado de las Autonomías, las comunidades autónomas gozan de una autonomía de naturaleza política que configura a España como un Estado autonómico. Las entidades locales, como los municipios y las provincias, gozan de una autonomía de naturaleza administrativa, y sus instituciones actúan en conformidad con criterios de oportunidad dentro del marco legal fijado por el Estado y las comunidades autónomas.
El rey es el jefe de Estado, símbolo de su unidad y permanencia, arbitra y modera el funcionamiento regular de las instituciones, asume la más alta representación del Estado español en las relaciones internacionales, especialmente con las naciones de su comunidad histórica, y ejerce las funciones que le atribuyen expresamente la Constitución y las leyes (Art. 56 CE). Sus actos tienen una naturaleza reglada, cuya validez depende del refrendo de la autoridad competente que, según el caso, es el presidente del Gobierno, el presidente del Congreso de los Diputados, o un ministro (Art. 64).
En el texto constitucional se establece la separación de funciones (no debe confundirse con la separación de poderes, idea fundamental del pensamiento liberal). En la base, la soberanía nacional permite la elección, por sufragio universal —varones y mujeres, mayores de 18 años— (Art. 12) de los representantes del pueblo soberano en las Cortes Generales, configuradas a modo de un bicameralismo asimétrico, integrado por el Congreso de los Diputados y el Senado. Ambas cámaras comparten el poder legislativo, si bien existe una preponderancia del Congreso de los Diputados, que además es el responsable exclusivo de la investidura del presidente del Gobierno y de su eventual cese por moción de censura o cuestión de confianza. No obstante, tanto el Congreso como el Senado ejercen una tarea de control político sobre el Gobierno mediante las preguntas e interpelaciones parlamentarias.
El Gobierno, cuyo presidente es investido por el Congreso de los Diputados, dirige el poder ejecutivo, incluyendo la administración pública. Los miembros del Gobierno son designados por el presidente y, junto a él, componen el Consejo de Ministros, órgano colegiado que ocupa la cúspide del poder ejecutivo. El Gobierno responde solidariamente de su actuación política ante el Congreso de los Diputados (Art. 108), que, dado el caso, puede destituirlo en bloque mediante una moción de censura.
El poder judicial recae en los jueces y tribunales de justicia, y el Consejo General del Poder Judicial es su máximo órgano de gobierno. El Tribunal Constitucional controla que las leyes y las actuaciones de la administración pública se ajusten a la norma suprema.

## Historia

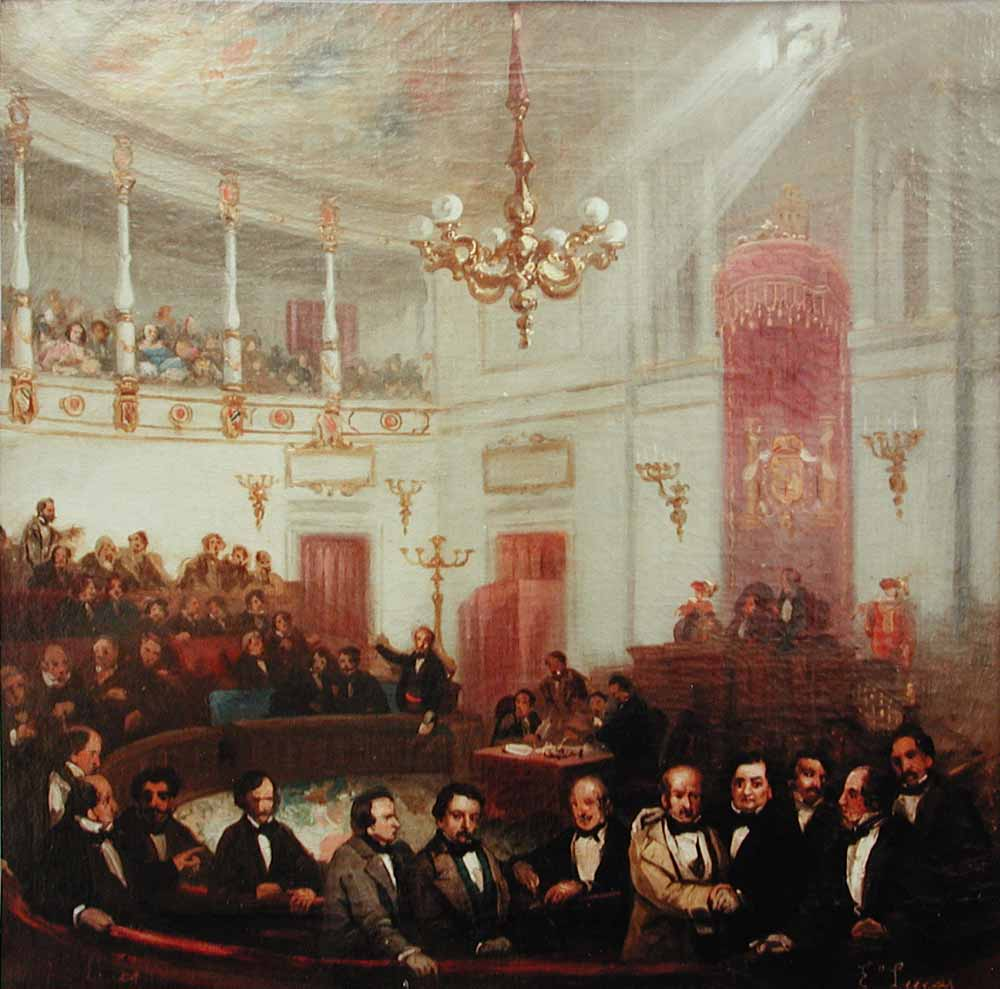
Escena del Congreso de los Diputados a mediados del, por Eugenio Lucas Velázquez.

La historia constitucional de España se desarrolló durante todo el siglo XIX y principios del XX, y se caracteriza por una habitual inestabilidad de los numerosos textos constitucionales, que suelen tener un carácter partidista y de ruptura, contando con escaso apoyo e indiferencia entre el pueblo. Todo ello provoca que las constituciones tuvieran, por regla general, una escasa duración, sucediéndose un gran número de textos a lo largo de cortos períodos.

### Constitucionalismo histórico
El primer texto al que conviene hacer referencia es el Estatuto de Bayona de 1808, carta otorgada que dada su escasa aplicación y su contexto histórico, ha tenido poca influencia en la historia del constitucionalismo español.
Más allá de este antecedente, la doctrina suele fijar el comienzo del constitucionalismo español en la Constitución de 1812, que con un carácter liberal y popular surge como respuesta a la invasión napoleónica. Se trataba de un texto extenso y rígido, que reconocía la soberanía nacional y planteaba una división de poderes en la que el legislativo recaía sobre un parlamento unicameral elegido por sufragio universal indirecto de cuarto grado. La Corona, por su parte, gozaba de amplias facultades ejecutivas y un poder de veto temporal sobre las decisiones del legislativo. Fue aplicada entre 1812 y 1814; posteriormente, entre 1820 y 1823, durante el llamado Trienio Liberal; y finalmente, durante un breve lapso temporal en 1836.
El siguiente texto se encuentra recogido en el Estatuto Real de 1834, carta otorgada cuya redacción fue dirigida por Francisco Martínez de la Rosa, siendo aprobada bajo la Regencia de María Cristina. De carácter conservador, tenía por objetivo principal la regulación de la Corona. Como principales novedades, introdujo el bicameralismo (Estamento de Próceres y de Procuradores) y la elección directa.
Tras el motín de La Granja de San Ildefonso y un breve periodo de vigencia de la Constitución de Cádiz, se promulga la Constitución de 1837. El nuevo texto, de carácter liberal, suponía una revisión de la Constitución de Cádiz en la que de nuevo se consagraban los principios de soberanía nacional y división de poderes. No obstante, se conservaba el veto absoluto del rey, la elección directa y el bicameralismo parlamentario del Estatuto Real, esta vez bajo los nombres de Congreso de los Diputados y Senado. En el primer caso, los diputados serían elegidos por sufragio censitario directo, renovándose un cuarto de la Cámara cada trienio. En el segundo caso, los senadores resultaban elegidos mediante un sistema mixto por el que se designaban ternas mediante sufragio directo, escogiendo finalmente el rey a uno de los tres candidatos a senador.
Tras la escasa aplicación práctica y observancia de la Constitución de 1837 por parte de los poderes públicos, y alcanzada la mayoría de edad de Isabel II, se decidió su reforma, dando lugar a la Constitución de 1845, de carácter conservador. La nueva redacción configuraba una soberanía compartida entre el rey y las Cortes. Se conservaba la división de poderes, con un legislativo bicameral en el que el Congreso se renovaba en pleno cada cinco años mediante sufragio censitario directo, mientras que el Senado se constituía mediante la elección regia de entre españoles de altísima renta y que estuviesen comprendidos entre una serie de altos cargos eclesiásticos, militares y civiles, o bien entre la alta nobleza. Se trata de un periodo inestable en el que la Constitución es frecuentemente reformada, llegando a haber un proyecto de nueva Constitución que no llegó a entrar en vigor, la llamada Constitución non nata de 1856.
Tras la Revolución de 1868, la Constitución de 1869 instauró como rey a Amadeo I y configuró una monarquía parlamentaria que supondría un auténtico hito democrático en la historia del constitucionalismo español. Tanto el Congreso como el Senado resultaban electos por sufragio universal masculino y directo, aunque para ser senador se requería la pertenencia a una determinada categoría compuesta por altos cargos civiles, militares y eclesiásticos. Por otro lado, la Constitución configuró una amplísima tabla de Derechos Fundamentales, tales como el derecho de reunión, de asociación o la libertad de culto.
La ingobernabilidad del país provocó la abdicación de Amadeo I, y la proclamación de la Primera República Española. Su Proyecto de Constitución Federal de 1873 planteaba un Estado democrático, cuyo legislativo recayera en un bicameralismo puro. Siguiendo el modelo federalista, junto a la Constitución Federal estarían las constituciones de los diferentes estados que se asentaban sobre el territorio, y que contarían con la mayor parte de las competencias, reservándose el estado federal materias como la defensa nacional y la política exterior. El proyecto de Constitución no llegó a entrar en vigor a causa del golpe de Estado del general Pavía en 1874.
Tras la Restauración de la monarquía, se promulgó la Constitución de 1876, cuyos principales impulsores serían Antonio Cánovas del Castillo y Manuel Alonso Martínez. Estableciendo al rey como eje vertebrador del Estado, le eran atribuidos el poder ejecutivo y un poder legislativo compartido con las Cortes. Se trataba de una monarquía constitucional en la que dependía de la voluntad regia la mayor o menor intervención en la vida política. La ambigüedad constitucional, junto con su carácter flexible (podía ser reformada por el procedimiento legislativo ordinario) hizo que tuviera una larguísima vigencia.
Tras el inestable final de la Constitución de 1876 (Dictadura de Primo de Rivera, dictablanda de Berenguer), se proclamó la Segunda República Española, cuya Constitución de 1931 establecía una división de poderes en la que el legislativo recaía sobre un Parlamento unicameral elegido por sufragio universal directo, y que gozaba de un calendario fijo de sesiones, permitiendo la convocatoria extraordinaria y la suspensión limitada de sus sesiones por parte del presidente de la República. Por otra parte, el ejecutivo se encargaba al Presidente de la República que era elegido por las Cortes y por unos compromisarios elegidos por sufragio universal en número igual al de diputados. El poder legislativo tenía su cúspide en el Tribunal Supremo, creándose también un Tribunal de Garantías Constitucionales que resolviera la eventual inconstitucionalidad de las leyes, los recursos de amparo y los conflictos de competencia legislativa. La organización territorial se dividía en municipios y provincias, pudiendo constituirse regiones autónomas, llegando a constituirse en Cataluña y País Vasco. Finalmente, hay que destacar la completa tabla de Derechos Fundamentales que dicha Constitución contenía, y que se asemeja en gran medida a la de la actual Constitución de 1978.
Tras la guerra civil española y la instauración del régimen franquista en 1939, el Estado se constituyó en una dictadura de carácter personalista y centralista que vació de poder a las Cortes, suprimió los Derechos Fundamentales y los partidos políticos, e incluso careció de Constitución, sustituida por las denominadas Leyes Fundamentales del Reino que configuraban la llamada Democracia orgánica, muy alejada en forma y fondo de las democracias liberales.

### Transición

La distribución de votos y escaños de la legislatura constituyente, perfiló un mapa político sin mayoría absoluta de gobierno y donde las opciones más radicales no tuvieron el éxito pretendido, y esta circunstancia colaboró en beneficio del acuerdo constitucional.

La muerte del dictador y general Francisco Franco, el 20 de noviembre de 1975, marcó el inicio del proceso de la Transición Española hacia la democracia representativa. Dos días después de la muerte de Franco, Juan Carlos I fue proclamado rey de España, quien había sido designado por el dictador, en virtud de lo estipulado en la Ley de Sucesión en la Jefatura del Estado de 1947. El 14 de mayo de 1977, Juan Carlos I se convirtió en heredero legítimo de los derechos dinásticos de Alfonso XIII, traspasados por la renuncia de su padre don Juan. Este reconocimiento está constatado en la Constitución, al reconocer a Juan Carlos I como depositario de la «dinastía histórica».
En julio de 1976 se produjo el cese del presidente Carlos Arias Navarro tras rechazar las Cortes su Plan para la reforma política. La posterior formación de un Gobierno presidido por Adolfo Suárez González, designado por el rey según la legislación vigente, fue la que consiguió abrir el periodo constituyente.
El Gobierno de Suárez envió a las Cortes el proyecto de ley para la Reforma Política en octubre de 1976, que fue aprobado y, posteriormente, sometido a referéndum siguiendo los requisitos exigidos por las Leyes Fundamentales (señaladamente la Ley de Sucesión en la Jefatura del Estado). La Ley para la Reforma Política, que era formalmente una ley fundamental, suponía una notable alteración del ordenamiento vigente: reconocía los derechos fundamentales de la persona como inviolables (artículo 1), confería la potestad legislativa en exclusiva a la representación popular (artículo 2) y preveía un sistema electoral inspirado en principios democráticos y de representación proporcional.
Posteriormente, el Real Decreto Ley 20/1977, de 18 de marzo, reguló el procedimiento para la elección de las Cortes, recogiendo el sistema D'Hondt y la financiación estatal de los partidos políticos. En abril del mismo año se legalizó el Partido Comunista de España. Todo ello permitió celebrar las elecciones generales de 1977, las primeras elecciones libres en España desde febrero de 1936.
Una de las tareas prioritarias de las Cortes fue la redacción de una constitución. La Ley para la Reforma Política ofrecía la posibilidad de que la iniciativa de la reforma constitucional correspondiera al Gobierno o al Congreso de los Diputados, y se eligió esta última opción. El 1 de agosto de 1977, la Comisión de Asuntos Constitucionales y Libertades Públicas del Congreso de los Diputados nombró una Ponencia de siete diputados encargada de elaborar un anteproyecto de constitución: estas siete personas, conocidas como los «Padres de la Constitución», fueron Gabriel Cisneros (UCD), José Pedro Pérez-Llorca (UCD), Miguel Herrero y Rodríguez de Miñón (UCD), Miquel Roca i Junyent (Pacte Democràtic per Catalunya), Manuel Fraga Iribarne (AP), Gregorio Peces-Barba (PSOE) y Jordi Solé Tura (PSUC).

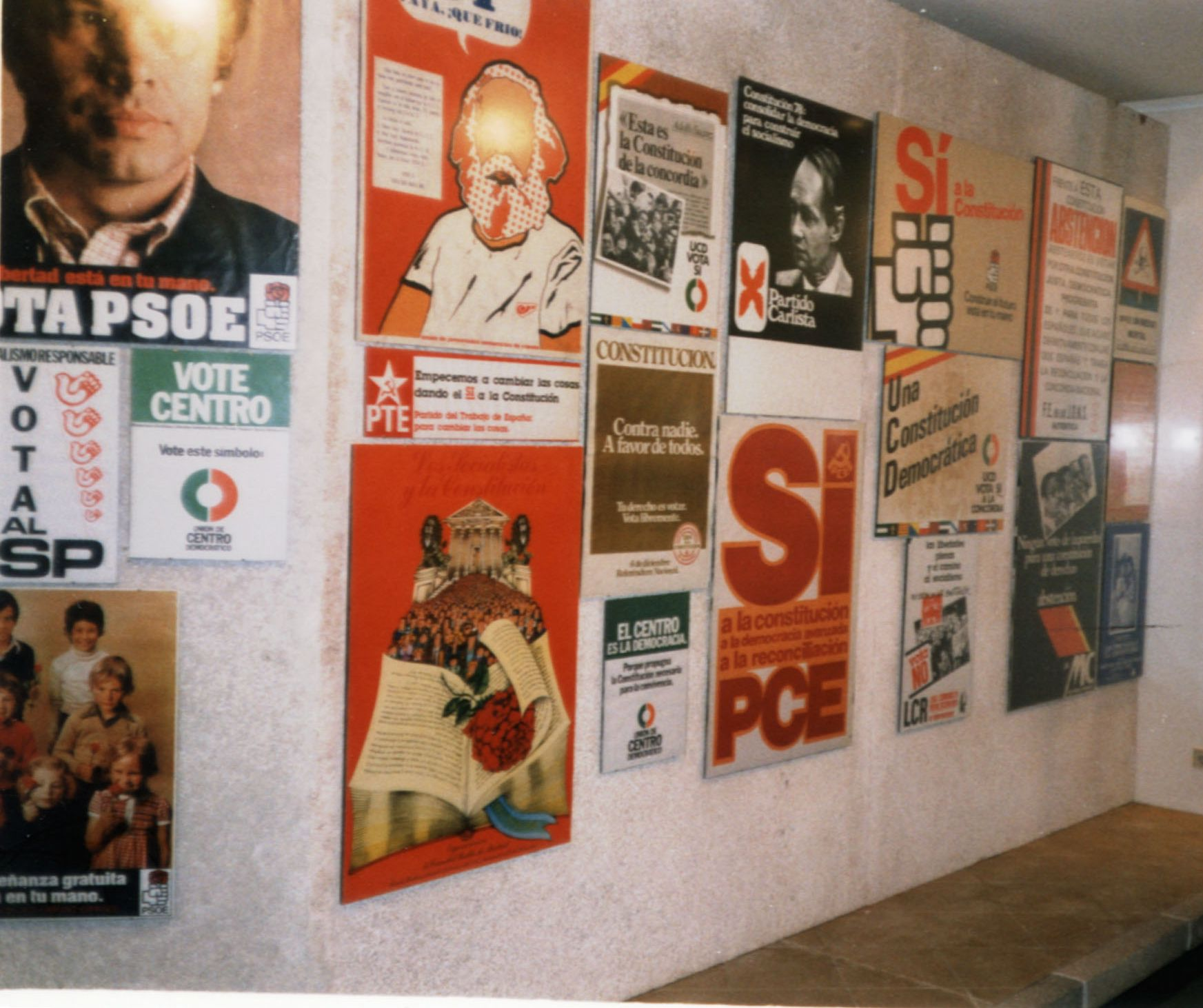
Carteles de los partidos políticos realizados con motivo del Referéndum para la ratificación de la Constitución española.

El anteproyecto se discutió en la Comisión y fue posteriormente debatido y aprobado por el Congreso de los Diputados el 21 de julio de 1978. A continuación, se procedió al examen del texto del Congreso por la Comisión Constitucional del Senado y el Pleno del mismo órgano. La discrepancia entre el texto aprobado por el Congreso y el aprobado por el Senado hizo necesaria la intervención de una Comisión Mixta Congreso-Senado, que elaboró un texto definitivo. Este fue votado y aprobado el 31 de octubre de 1978 en el Congreso con 325 votos a favor (156 de UCD, 110 del Grupo Socialista (103 de PSOE-PSC, 4 de ex PSP y 3 de ex PDPC), 20 del PCE, 8 de AP, 8 del Grupo Minoría Catalana (7 de PDPC y 1 de UDC), 1 de CAIC y 7 del Grupo Mixto (4 de ex-UCD,4, 2 de ex-PSP y 1 de Centre Català), 14 abstenciones (7 de PNV, 3 de AP, 1 del Grupo Minoría Catalana (1 de ERC), 2 de UCD y 2 del Grupo Mixto (1 de ex-UCD y 1 de ERC)) y 6 votos en contra (5 de AP y 1 de EE); asimismo hubo 5 diputados ausentes (1 de UCD, 1 de PSOE, 1 de PNV y 1 del Grupo Mixto (1 ex-UCD)). En el Senado hubo 226 síes, 8 abstenciones, 5 noes y 14 ausencias.
El Proyecto de Constitución, que fue sometido a referéndum, fue ratificado el día 6 de diciembre de 1978 por el 87,78 % de votantes que representaba el 58,97 % del censo electoral, siendo así la única constitución de la historia de España que ha sido refrendada y aprobada por el pueblo español mediante referéndum. La Constitución fue sancionada el día 27 de diciembre por el rey y publicada en el Boletín Oficial del Estado el 29 de diciembre en castellano, balear, catalán, gallego, valenciano y vasco. Desde 1986 el 6 de diciembre se celebra el Día de la Constitución.
Una vez aprobada la Constitución, las Cortes Constituyentes se disolvieron y se celebraron las elecciones generales de 1979 con un resultado similar al obtenido dos años atrás. Sin embargo, la inestabilidad del Estado y del partido gobernante (UCD) terminaron provocando la dimisión de Adolfo Suárez en enero de 1981, que fue sustituido por Leopoldo Calvo Sotelo. En la investidura del nuevo Presidente del Gobierno, un grupo de guardias civiles, a cuyo mando se encontraba el teniente coronel Antonio Tejero, dieron un intento fallido de golpe de Estado, conocido como 23-F. La presidencia de Calvo Sotelo finalizó tras las elecciones generales de 1982, que dieron una amplia victoria al PSOE.

## La elaboración de la Constitución: el debate parlamentario
Como han destacado Carme Molinero y Pere Ysàs, «el proceso de redacción de la Carta Magna fue notablemente complejo». La primera intención del gobierno de Adolfo Suárez fue que el debate parlamentario partiera de un anteproyecto elaborado por el Ministerio de Justicia o por un grupo de expertos en Derecho Constitucional nombrados por el gobierno. Ambas propuestas fueron rechazadas por toda la oposición y Unión de Centro Democrático (UCD), el partido del gobierno, tuvo que aceptar que fuera una ponencia de siete miembros nombrada por la Comisión de Asuntos Constitucionales y Libertades Públicas del Congreso de los Diputados la que elaborara el anteproyecto de Constitución. La ponencia comenzó a trabajar el 22 de agosto a puerta cerrada y en diciembre ya había finalizado sus trabajos, abriéndose entonces el periodo de presentación de enmiendas —más de tres mil—. A principios de mayo de 1978 fue cuando comenzó el debate en la Comisión de Asuntos Constitucionales y Libertades Públicas y en julio se debatió en el pleno del Congreso de los Diputados, pasando a continuación al Senado.
Los trabajos de la ponencia se realizaron con la mayor discreción para evitar presiones pero a finales de noviembre ya se filtró parte del anteproyecto lo que suscitó numerosas críticas al mismo y cuando se conoció el texto completo en enero de 1978 las críticas y las presiones arreciaron, dirigidas sobre todo al Gobierno y a UCD «especialmente desde la derecha y desde poderosas instituciones, como las Fuerzas Armadas y la Iglesia católica». Como afirmó años más tarde uno de los ponentes, el socialista Gregorio Peces-Barba, «el debate subsiguiente aún sería duro», aunque «era evidente que habíamos avanzado mucho, que se había creado un buen clima en la ponencia, y que el acuerdo para una Constitución de consenso no era imposible». Lo cierto era que el texto acordado iba acompañado de numerosos votos particulares de los ponentes, «que mostraban importantes desacuerdos», a los que había que sumar las más de tres mil enmiendas presentadas. Aún complicaba más la posibilidad de alcanzar un consenso que, como resultado del empeño de las izquierdas de que se reconocieran de forma precisa los derechos y libertades fundamentales, el anteproyecto era muy extenso, en contra de la posición inicial de UCD que había defendido que fuera un texto breve que fijara un marco general dejando su desarrollo a las leyes posteriores.
Según Molinero e Ysàs las cuestiones que suscitaron mayor controversia «en AP y entre diputados de UCD, en sectores académicos conservadores, en el empresariado, en la Iglesia y, de manera velada, en el Ejército» fueron «el concepto de “nacionalidades”, los limitados poderes atribuidos al rey, el papel del Estado en la economía y la supuesta amenaza a la “libertad de enseñanza”».

### La «nación española» y las «nacionalidades»
Cuando se conoció que en el anteproyecto no se hacía ninguna mención a la «nación española» pero sí se hablaba de la existencia de «nacionalidades» a las que se reconocía, junto a las «regiones», su derecho a la autonomía arreciaron las críticas por parte de los sectores conservadores, a pesar de que el artículo 2.º decía que «La Constitución se fundamenta en la unidad de España». El filósofo y senador por designación real Julián Marías publicó un artículo en el diario El País el 15 de enero de 1978 con el título «Nación y “nacionalidades”» que tuvo un gran impacto. En él decía que no afirmar que España era una nación —«la primera nación que ha existido en el sentido moderno de la palabra»— equivalía a decir «que España no es una nación», y ello suponía arrojar «por la borda, sin pestañear, la denominación cinco veces centenaria de nuestro país». También consideraba absurda la introducción del término «nacionalidades» porque no había nacionalidades «ni en España ni en parte alguna, porque “nacionalidad“ no es el nombre de ninguna unidad social y política» y, además, significaba introducir «una arbitraria desigualdad entre los españoles».
En el Congreso de los Diputados Alianza Popular (AP) fue el grupo parlamentario que se opuso frontalmente al término «nacionalidades» e intentó que desapareciera del texto y sólo se reconocieran a las «regiones». Su ponente y líder, Manuel Fraga, presentó un voto particular en el que argumentaba que «no puede aceptarse más que una “nación”: España, ni más que una “nacionalidad”: la española ». Otros parlamentarios de AP, como el también exministro franquista Licinio de la Fuente, expresaron su rechazo total al término «nacionalidades» porque constituía una peligrosa amenaza a la «sagrada e indestructible unidad de España». El también exministro franquista Laureano López Rodó llegó a transmitirle al rey que «era inadmisible la introducción del la palabra “nacionalidades” porque o no quiere decir nada o quiere decir nación, lo que no «se recatan de decir» los que defienden la inclusión del término.

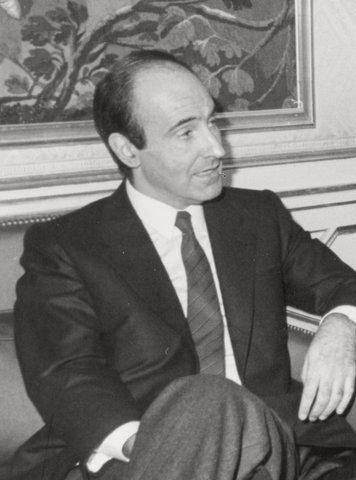
Miquel Roca, en 1987. Fue miembro de la ponencia que redactó el anteproyecto de la Constitución, en representación de la minoría catalana.

Entre los defensores del término «nacionalidades» destacaba el ponente nacionalista catalán Miquel Roca para quien su inclusión comportaba el reconocimiento de la personalidad nacional de Cataluña, aunque asumiendo que la soberanía residía en el conjunto de la ciudadanía española. Para Roca ese era precisamente el gran reto del proceso constituyente: construir «una nación española compatible con [la] realidad plurinacional » de España. Otro defensor era el socialista Gregorio Peces-Barba que consideraba que «respondía a la realidad de que España era una Nación de naciones —al fin y al cabo la nacionalidad no es sino sinónimo de nación— y de regiones diferenciadas», lo que no implicaba cuestionar la existencia de «una única soberanía residente en el pueblo español». Una posición similar era la sostenía el ponente comunista Jordi Solé Tura: se abría la posibilidad de «que la unidad de España se pudiese conciliar con la realidad multiforme de diversas nacionalidades y regiones».
UCD mantuvo una posición más imprecisa, sometida como estaba a la presión de los sectores conservadores. Sin embargo, su portavoz Rafael Arias Salgado explicó que la inclusión del término «nacionalidades» implicaba «el reconocimiento de la existencia de formaciones sociohistóricas a las que se confiere un derecho a la autonomía, cuyo límite de principio infranqueable reside precisamente en la soberanía de la unidad política que las comprende». Así pues, se debía dar «una satisfacción racional a las reivindicaciones de aquellos colectivos, algunos de ellos cuantitativa y cualitativamente importantes, que desean afirmar su identidad con el recurso al vocablo nacionalidad». Añadió finalmente que un texto constitucional escasamente votado en Cataluña nacería con un «delicado vicio de origen aun cuando fuese mayoritariamente aprobado en el resto de de España». El texto finalmente aprobado, que siguió sin contar con el apoyo de Alianza Popular a pesar de la inclusión del término «nación española» —y de su «indisoluble unidad»— y de que la palabra «nacionalidades» sólo aparecía una vez, fue el siguiente:

Artículo 2. La Constitución se fundamenta en la indisoluble unidad de la Nación española, patria común e indivisible de todos los españoles, y reconoce y garantiza el derecho a la autonomía de las nacionalidades y regiones que la integran y la solidaridad entre todas ellas.

### El Título VIII: las comunidades autónomas
El VIII, referido a la organización territorial del Estado, fue sin duda el Título más discutido de la Constitución y el que «exigió equilibrios más delicados», en palabras del ponente socialista Gregorio Peces-Barba. Como han señalado Carme Molinero y Pere Ysàs, «todos cuantos intervinieron en la elaboración de la Constitución reconocieron que la solución de la “cuestión catalana” y de la vasca y el modelo de organización territorial constituyeron lo más difícil y donde más laborioso fue alcanzar acuerdos. Y cuando se alcanzaron tuvieron el rechazo radical de AP». Esta última defendió una simple descentralización administrativa porque una verdadera autonomía de las «nacionalidades» y de las regiones supondría  «romper la unidad de España», la «Patria inmortal», en palabras de su líder y ponente Manuel Fraga. El socialista vasco Txiki Benegas le replicó que «la máxima libertad de los pueblos de España» era «la máxima garantía de la unidad del Estado», única vía para solucionar «un problema en España permanentemente mal resuelto, una realidad inexorable que, surgiendo de lo más profundo de los pueblos de España, plantea permanentemente la cuestión de la estructura del Estado».

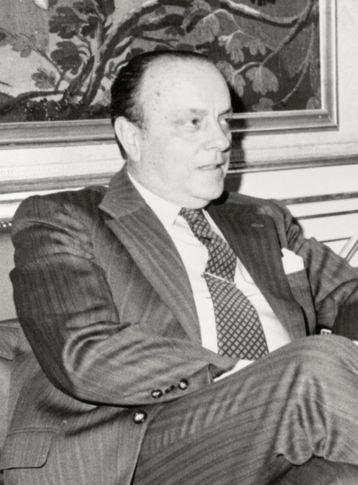
Manuel Fraga, en 1983. Fue miembro de la ponencia que redactó en anteproyecto de la Constitución, en representación de Alianza Popular.

El acuerdo alcanzado finalmente por UCD, PSOE, PCE y los nacionalistas catalanes y vascos, que en muchos momentos estuvo a punto de descarrilar, no dejó satisfecho a casi nadie. El ponente comunista Jordi Solé Tura achacó las disfunciones que él mismo observó en el articulado del Título VIII a que «ningún otro Título de la Constitución se elaboró en medio de tantos intereses contrapuestos, de tantas reservas y, en definitiva, de tantos obstáculos».  El ucedista y ministro de la Gobernación Rodolfo Martín Villa, desde una óptica opuesta, culpó a los «planteamientos maximalistas» de los nacionalistas catalanes y vascos y al «furor nacionalista» de socialistas y comunistas, de que no se lograra «un más satisfactorio ordenamiento constitucional de las autonomías», que estuviera regido por «unos criterios más racionales en asunto de tanta trascendencia».
El acuerdo consistió en establecer «una autonomía política pensada fundamentalmente para Cataluña, País Vasco y Galicia, y una fórmula más próxima a la descentralización administrativa para el resto de España [siguiendo la vía del artículo 143], si bien se dejaba abierta la posibilidad de que aquellas comunidades en las que se expresara una firme demanda de autogobierno pudieran acceder en el futuro a la máxima autonomía [siguiendo la vía del artículo 151]».

### La mención a la Iglesia católica y la «libertad de enseñanza»
En cuanto en noviembre de 1977 se filtró una parte del anteproyecto que estaba elaborando la ponencia en el que se proclamaba la libertad religiosa la Conferencia Episcopal Española hizo público inmediatamente un documento muy crítico con el anteproyecto ya que consideraba que no incorporaba los valores morales del catolicismo como la defensa de la vida humana «desde el seno materno hasta el momento de la muerte», la estabilidad del matrimonio y la protección de la familia. Además advertía que la libertad de expresión «no puede invocarse para justificar las ofensas a los valores y sentimientos morales y religiosos de los ciudadanos», y también de la existencia en el texto constitucional de «formulaciones equívocas y de acento negativo que pudieran dar pie a interpretaciones “laicistas”», con lo que «no se daría respuesta suficiente a la realidad religiosa de los españoles, con el indudable peso del catolicismo». En cuanto a la libertad religiosa se decía en el documento que debería ir acompañada de «un tratamiento sobrio y constructivo de la significación de la Iglesia católica en España en términos de independencia recíproca en relación con el Estado, de respeto de competencias y de posibilidad de mantener acuerdos sobre materias de interés común». El presidente de la Conferencia Episcopal, el cardenal Tarancón lo explicó así: «No pedimos ningún privilegio, sino que se nos reconozca como a todas las iglesias; pero debemos tener en cuenta que estamos en España, y en España los católicos somos mayoría».
La pretensión de la Conferencia Episcopal de que se mencionara a la Iglesia Católica tuvo un efecto inmediato en UCD y AP y tras sucesivos debates en la ponencia y en la Comisión de Asuntos Constitucionales se aprobó un texto, que no contó con el apoyo de los socialistas, aunque sí de los comunistas, que decía lo siguiente (finalmente quedaría recogido en el artículo 16.3 de la Constitución):

Artículo 16.2. Ninguna confesión tendrá carácter estatal. Los poderes públicos tendrán en cuenta las creencias religiosas de la sociedad española y mantendrán las consiguientes relaciones de cooperación con la Iglesia Católica y las demás confesiones.

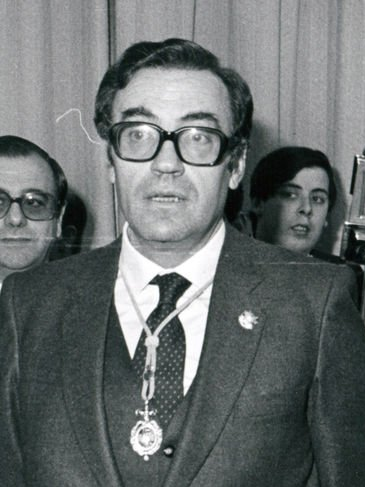
Gregorio Peces-Barba en 1982. Fue miembro de la ponencia que redactó el anteproyecto de la Constitución, en representación del PSOE.

Mucho más conflictiva fue la cuestión de la «libertad de enseñanza». En el documento de la Conferencia Episcopal del 26 de noviembre de 1977 ya se había criticado el anteproyecto de la ponencia porque no garantizaba «en todos los centros de enseñanza la educación de las nuevas generaciones de conformidad con las convicciones morales y religiosas de los padres y de los alumnos». Así con los votos favorables de UCD, AP y la Minoría Catalana se modificó el artículo referido a la educación atendiendo las demandas de la Iglesia y de los sectores conservadores lo que provocó que el ponente socialista Gregorio Peces Barba abandonara la ponencia. Esto provocó que ante el riesgo de que se rompiera el consenso UCD diera marcha atrás —no así AP— y se volviera a la redacción original con pequeños cambios, aunque las presiones continuarían hasta la aprobación final de la Constitución. Se reconoció la libertad de creación de centros educativos y su derecho a recibir subvenciones del Estado y también la intervención de los profesores, padres y alumnos en la gestión de los centros sostenidos con fondos públicos. El artículo 27 quedó redactado así:

Artículo 27.

1. Todos tienen el derecho a la educación. Se reconoce la libertad de enseñanza.
2. La educación tendrá por objeto el pleno desarrollo de la personalidad humana en el respeto a los principios democráticos de convivencia y a los derechos y libertades fundamentales.
3. Los poderes públicos garantizan el derecho que asiste a los padres para que sus hijos reciban la formación religiosa y moral que esté de acuerdo con sus propias convicciones.
4. La enseñanza básica es obligatoria y gratuita.
5. Los poderes públicos garantizan el derecho de todos a la educación, mediante una programación general de la enseñanza, con participación efectiva de todos los sectores afectados y la creación de centros docentes.
6. Se reconoce a las personas físicas y jurídicas la libertad de creación de centros docentes, dentro del respeto a los principios constitucionales.
7. Los profesores, los padres y, en su caso, los alumnos intervendrá en el control y gestión de todos los centros sostenidos por la Administración con fondos públicos, en los términos que la ley establezca.
8. Los poderes públicos inspeccionarán y homologarán el sistema educativo para garantizar el cumplimiento de las leyes.
9. Los poderes públicos ayudarán a los centros docentes que reúnan los requisitos que la ley establezca.
10. Se reconoce la autonomía de las Universidades, en los términos que la ley establezca.

### La intervención del Estado en la economía
Al igual que la Iglesia católica, las organizaciones patronales también criticaron duramente el anteproyecto de la ponencia en cuanto se filtró parte de su contenido. Manifestaron que se ponía en cuestión el principio de la libre empresa y que establecía un excesivo intervencionismo del Estado en la economía e iniciaron una amplia campaña de «afirmación empresarial» con la celebración de actos de protesta en distintas ciudades reclamando el establecimiento de una «completa economía de mercado». Rechazaron especialmente el artículo 118.2 del anteproyecto que establecía que los poderes públicos podrían intervenir conforme a la ley «en la dirección, coordinación y explotación de las empresas cuando así lo exigieran los intereses generales» y que además subordinaba la riqueza del país al «interés general». A principios de febrero de 1978 celebraron un multitudinario acto de protesta en el Palacio de los Deportes de Madrid bajo el lema «Reaccionemos» en el que se llegó a proponer apelar «a las más altas instancias de la Nación» —una alusión nada velada al rey— y a amenazar con la insumisión ante la Administración.
Gran parte de estas demandas fueron atendidas por UCD y AP y los empresarios lograron que desapareciera el controvertido artículo 118.2 —aunque se mantuvo la subordinación de la «riqueza del país» al «interés general»— y que se reconociera «la libertad de empresa en el marco de la economía de mercado», pero no pudieron impedir que en la Constitución se dejara abierto el modelo económico con la posibilidad de una amplia intervención del Estado y tampoco consiguieron, debido al rechazo frontal del PSOE y del PCE, que se incluyeran el cierre patronal, las restricciones a la libre sindicación, ni el derecho del empresario «a establecer las condiciones de empleo de acuerdo con criterios de productividad y a adoptar medidas de conflicto colectivo ». Tampoco lograron que el derecho de huelga fuera excluido del apartado de derechos fundamentales ni que se incluyera entre los mismos la libertad de empresa. Una «sorprendente» enmienda de diputado de AP Licinio de la Fuente, exministro franquista de Trabajo, incluyó que los poderes públicos «establecerán los medios que faciliten el acceso de los trabajadores a la propiedad de los medios de producción». La redacción final fue la siguiente:

Artículo 38. Se reconoce la libertad de empresa en el marco de la economía de mercado. Los poderes públicos garantizan y protegen su ejercicio y la defensa de la productividad, de acuerdo con las exigencias de la economía general y, en su caso, de la planificación. […]
Artículo 128.
1. Toda la riqueza del país en sus distintas formas y sea cual sea su titularidad está subordinada al interés general.
 2. Se reconoce la iniciativa pública en la actividad económica. Mediante ley se podrá reservar al sector público recursos o servicios esenciales, especialmente en caso de monopolio, y asimismo acordar la intervención de empresas cuando así lo exigiere el interés general.
Artículo 129.[…]
2. Los poderes públicos promoverán eficazmente las diversas formas de participación en la empresa y fomentarán, mediante una legislación adecuada, las sociedades cooperativas. También establecerán los medios que faciliten el acceso de los trabajadores a la propiedad de los medios de producción. […]
Artículo 131.
1. El Estado, mediante ley, podrá planificar la actividad económica general para atender las necesidades colectivas, equilibrar y armonizar el desarrollo regional y sectorial y estimular el crecimiento de la renta y de la riqueza y su más justa distribución.

### Los limitados poderes de la Corona
En cuanto se conoció el texto del anteproyecto que limitaba enormemente las funciones de la Corona hasta reducirlas a las puramente representativas, posición que habían defendido el PCE y el PSOE —este último había mantenido hasta casi el final su voto particular a favor de la forma republicana de gobierno, aunque fue un acto meramente testimonial ante la falta de una mayoría en las Cortes que la apoyara— se hizo patente el malestar de las Fuerzas Armadas, que también se debía a la introducción del término «nacionalidades», a la abolición de la pena de muerte y al reconocimiento de la objeción de conciencia.

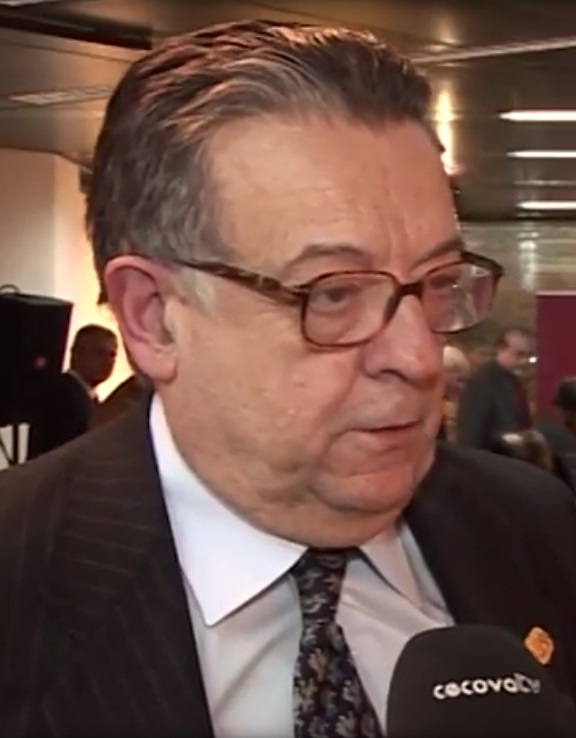
Miguel Herrero y Rodríguez de Miñón, en 2015. Fue miembro de la ponencia que redactó el anteproyecto de la Constitución, en representación de UCD.

La limitación de los poderes del monarca también fue muy criticada por los sectores conservadores. El filósofo y senador por designación real Julián Marías publicó un artículo en el diario El País el 26 de enero de 1978 en el que sostenía que el rey, para ejercer su magistratura, debía «disponer de recursos legales, el primero de los cuales el de poder expresar la aprobación o la desaprobación, el de poder oponerse a toda violación de la Constitución, venga de donde venga». Consideraba que el texto ofrecía, «tal vez como precio de que haya Monarquía», «una reducción extrema del Poder que suele llamarse “moderador”» y al mismo tiempo estaba aquejado de un «desequilibrio parlamentarista», es decir, un exceso de poder del Parlamento. Dos día antes había publicado otro artículo en el mismo diario en el que, desde su condición de «viejo republicano», rechazaba «una Monarquía inerte, puramente ornamental, sin originalidad, imitación desteñida de formas residuales incapaces de suscitar entusiasmo».
En el primer borrador del anteproyecto el rey ni siquiera proponía al Congreso de los Diputados el candidato a la presidencia del Gobierno que debía someterse a la investidura tras consultar con los grupos parlamentarios. Después le fue reconocida esa función —la única, al margen de las meramente representativas—, con el voto en contra del ponente comunista Jordi Solé Tura, partidario de reducir las funciones de la Corona al mínimo, en lo que contó con el inesperado apoyo del ponente de AP Manuel Fraga. Pero el resto de funciones propuestas por el ponente de UCD Miguel Herrero Rodríguez de Miñón de que el rey pudiera disolver las Cortes, convocar referéndums o remitir al Tribunal Constitucional una ley antes de su sanción, fueron completamente rechazadas. Tampoco prosperaron la enmienda presentadas por el diputado de AP y exministro franquista Laureano López Rodó que atribuía al rey poderes especiales en casos de emergencia o la del senador por designación real Alfonso Osorio, vicepresidente en el primer gobierno de Adolfo Suárez, que defendió que el rey pudiera devolver a las Cortes o someter a referéndum las leyes que se negara a sancionar.

### Los «derechos históricos» vascos
El Partido Nacionalista Vasco (PNV) no había contando con ningún ponente en la comisión que redactó el anteproyecto de Constitución. En cuanto se conoció en enero de 1978 que en este no había ninguna alusión a los derechos históricos y territorios forales, el PNV presentó una enmienda en la que se establecía la devolución a las regiones forales —Álava, Guipúzcoa, Vizcaya y Navarra— de «sus instituciones y poderes políticos originarios», renovaba «el Pacto Foral con la Corona, manteniendo el rey en dichos territorios los títulos y facultades que tradicionalmente hubieran venido ostentando sus antecesores» y atribuía al Consejo General Vasco o al organismo foral competente «la iniciativa y la capacidad necesarias para llevar a cabo la negociación con el Gobierno de la Corona, constitutiva de su régimen, funcionamiento y traspaso de facultades, cuyo resultado se someterá a referéndum popular». La enmienda fue rechazada completamente por el resto de grupos porque suponía reconocer la existencia de «poderes originarios» y porque se pretendía establecer unas instituciones y funciones al margen de la Constitución —el pacto con la Corona fue especialmente contestado por la izquierda —. En el debate en la Comisión Constitucional el resto de grupos acordaron un texto —que se convertiría en la disposición adicional primera de la Constitución— que inicialmente fue aceptado por el diputado nacionalista vasco Xabier Arzallus pero que finalmente sería rechazado por la dirección del PNV que consideró insuficiente la propuesta. Se negoció hasta el último momento, incluso durante el debate en el Senado, pero no hubo acuerdo por lo que finalmente los siete diputados del PNV se abstuvieron cuando se votó el texto definitivo de la Constitución.

Disposición adicional primera.
La Constitución ampara y respeta los derechos históricos de los territorios forales.
La actualización general de dicho régimen foral se llevará a cabo, en su caso, en el marco de la Constitución y de los Estatutos de Autonomía.

### Otras cuestiones polémicas: el Senado, la pena de muerte, el aborto y el divorcio

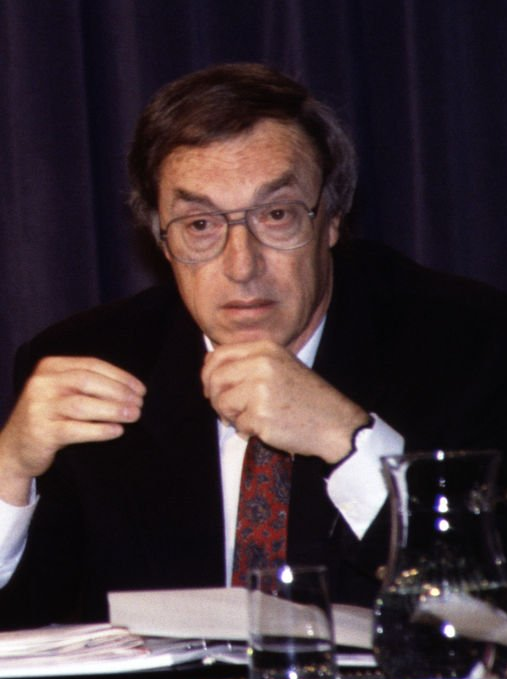
Jordi Solé Tura en 1991. Fue miembro de la ponencia que redactó el anteproyecto de la Constitución, en representación del PCE.

En el primer borrador del anteproyecto de Constitución el Senado era definido como una cámara de representación territorial cuyos miembros eran elegidos por las asambleas legislativas de los «Territorios Autónomos» (término inicial utilizado para designar a las Comunidades Autónomas). El defensor principal de esta concepción del Senado fue el ponente comunista Jordi Solé Tura que argumentó que «si realmente vamos a construir un sistema político basado en las autonomías, en la generalización de las autonomías, solo tenía sentido una cámara representativa de las Comunidades Autónomas». Ese Senado permitiría que «los órganos legislativos de los territorios autónomos» encontraran «al mismo tiempo un vínculo a la hora de tomar las grandes decisiones colectivas que afectan a la totalidad de España». Sin embargo, esta idea inicial del Senado como cámara territorial fue modificada completamente durante los debates posteriores, al establecerse que habría cuatro senadores por provincia elegidos directamente por los ciudadanos, junto con los senadores nombrados por los parlamentos autónomos. Años más tarde el ponente socialista Gregorio Peces-Barba, que apoyó la propuesta de Solé Tura, pero no su partido (el PSOE), consideró la composición del Senado finalmente aprobada como «el principal fallo de la Constitución».
A la abolición de la pena de muerte, defendida por la izquierda y por los nacionalistas catalanes y vascos, se opusieron UCD y AP aunque con argumentos completamente diferentes. UCD, que se declaró abiertamente abolicionista —no así AP —, propuso que no se incluyera en la Constitución sino que se remitiera a una ley posterior y que su supresión se llevara a cabo de forma paulatina y gradual. Posteriormente UCD aceptó que la abolición fuera recogida en la Constitución pero excluyendo a los militares y finalmente se llegó a un acuerdo por el que se restringía la aplicación de la pena de muerte en el ámbito militar «a lo que puedan disponer las leyes penales militares para tiempos de guerra». En 1995 una ley orgánica abolió la pena de muerte también en este último supuesto, por lo que la pena de muerte dejó de existir en el ordenamiento jurídico español.
Mayor controversia suscitó la cuestión de la despenalización del aborto. La propuso el ponente comunista Jordi Solé Tura con el siguiente texto: «Con el fin de conseguir una maternidad y una paternidad responsables, los poderes públicos tomarán a su cargo, a través de la Seguridad Social, la realización de programas de planificación familiar. Entre los métodos de dicha planificación podrá incluirse la interrupción del embarazo, en las condiciones fijadas por la ley». La propuesta no prosperó pero en el debate del artículo 15 sobre el derecho a la vida se volvió a suscitar el tema. La izquierda propuso la fórmula «la persona tiene derecho a la vida» pero finalmente se cambió por «todos tienen derecho a la vida », ya que UCD y AP, antiabortistas, consideraban que el «todos» también incluía al feto. La cuestión quedaría a la interpretación del Tribunal Constitucional.

Artículo 15.
 Todos tienen derecho a la vida y a la integridad física y moral, sin que, en ningún caso, puedan ser sometidos a tortura ni a penas o tratos inhumanos o degradantes. Queda abolida la pena de muerte, salvo lo que puedan disponer las leyes penales militares para tiempos de guerra.

En cuanto al derecho al divorcio AP fue el grupo que se opuso más vehementemente a que figurara en la Constitución, aunque no lo logró. En el anteproyecto de la ponencia se establecía que el derecho civil regularía las formas de matrimonio, los derechos y deberes de los cónyuges, «las causas de separación y disolución, y sus efectos». Comunistas y socialistas presentaron un voto particular para que se incluyera que el matrimonio podría disolverse «por mutuo disenso o a petición de cualquiera de los cónyuges, si concurre justa causa en la forma que se establezca por ley de divorcio». Pero el texto final mantuvo la redacción inicial del anteproyecto, tras reconocer, eso sí, la «plena igualdad jurídica» del hombre y la mujer en el matrimonio. Así quedó redactado el artículo 32:

Artículo 32. 
1. El hombre y la mujer tienen derecho a contraer matrimonio con plena igualdad jurídica.
2. La ley regulará las formas de matrimonio, la edad y capacidad para contraerlo, los derechos y deberes de los cónyuges, las causas de separación y disolución y sus efectos.

## Estructura
La Constitución Española de 1978 se compone de un preámbulo, 169 artículos repartidos en un título preliminar y diez títulos numerados, cuatro disposiciones adicionales, nueve transitorias, una derogatoria y una final. Siguiendo la tradición francesa, su contenido puede estructurarse en una parte dogmática, con los principios constitucionales y los derechos fundamentales, y una parte orgánica, con la división de poderes y la organización política y territorial.

### Preámbulo
Enrique Tierno Galván fue el encargado de elaborar el Preámbulo de la Constitución Española de 1978 junto a Donato Fuejo Lago, Raúl Morodo Leoncio, Pablo Lucas Verdú y Enrique Linde Paniagua cuya redacción se caracteriza por su naturaleza utópica. El texto hace especial mención a los valores democráticos, al respeto de los derechos humanos y a la consagración del Estado de derecho, esbozando así los objetivos fundamentales de la Constitución.

### Parte dogmática
La parte dogmática está constituida por los principios constitucionales, que determinan la configuración política y territorial del Estado español y sus señas de identidad, la enumeración y regulación de los derechos fundamentales y sus garantías, y los principios rectores de la política social y económica. De esta manera, la parte dogmática se compone de:
- Título preliminar, (artículos 1 a 9)
- Título I, «De los Derechos y Deberes Fundamentales» (artículos 10 a 55)
  - Capítulo I, «De los españoles y los extranjeros» (artículos 11 a 13)
  - Capítulo II, «Derechos y libertades» (artículos 14 a 38)
  - Capítulo III, «Principios Rectores de la política social y económica» (artículos 39 a 52)
  - Capítulo IV, «Garantías de las Libertades y Derechos Fundamentales» (artículos 53 y 54)
  - Capítulo V, «De la suspensión de los Derechos y Libertades» (artículo 55)

### Parte orgánica
La parte orgánica diseña la estructura del Estado, regulando los órganos básicos que ejercen los poderes estatales. El sistema español conserva el diseño tripartito de división de poderes de Montesquieu, entre Poder ejecutivo, Poder legislativo y Poder judicial. Los apartados correspondientes en la Constitución Española son los siguientes:
- Título II, «De la Corona» (artículos 56 a 65)
- Título III, «De las Cortes Generales» (artículos 66 a 96)
- Título IV, «Del Gobierno y de la Administración» (artículos 97 a 107)
- Título V, «De las relaciones entre el Gobierno y las Cortes Generales» (artículos 108 a 116)
- Título VI, «Del poder judicial» (artículos 117 a 127)
- Título VII, «Economía y Hacienda» (artículos 128 a 136)
- Título VIII, «De la organización territorial del Estado» (artículos 137 a 158)
- Título IX, «Del Tribunal Constitucional» (artículos 159 a 165)
- Título X, «De la reforma constitucional» (artículos 166 a 169).

La Constitución finaliza con 4 disposiciones adicionales, 9 disposiciones transitorias, 1 disposición derogatoria y 1 disposición final.

## Características

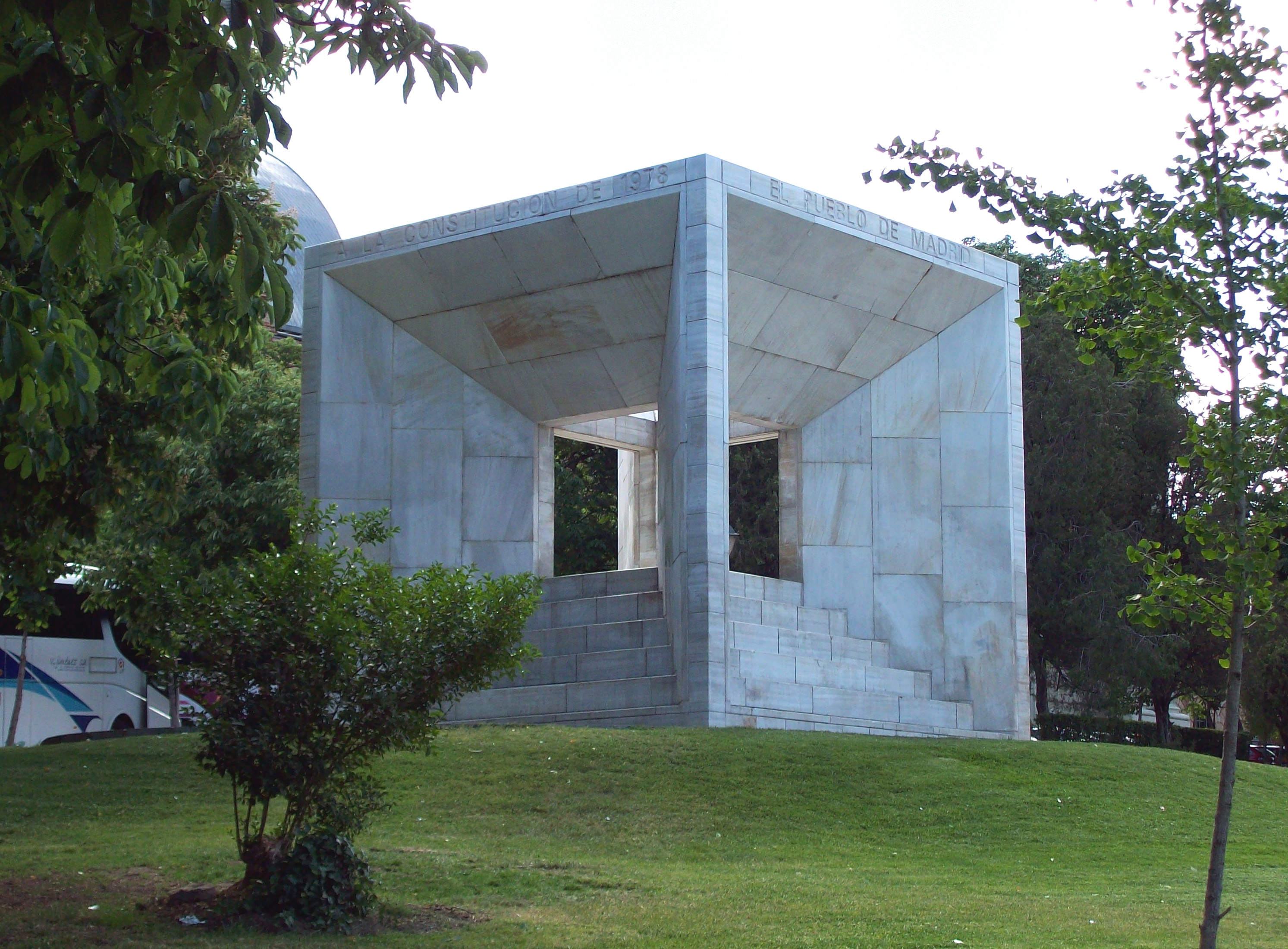
Monumento a la Constitución de 1978 de Madrid, ubicado en la plaza San Juan de la Cruz, entre las calles de Vitrubio y paseo de la Castellana, en Madrid.

Se trata de una constitución escrita que se enmarca dentro de la tradición del Derecho continental y en contraposición al sistema inglés, cuya Constitución no está recogida en un texto concreto sino que deriva de un conjunto heterogéneo de costumbres y textos, configurado a lo largo de su prolongada historia constitucional.
Es una constitución rígida, por cuanto que contiene un procedimiento específico para la reforma de sus preceptos. Por el contrario, las constituciones flexibles serían aquellas que pueden ser modificadas por el legislador ordinario, caso del sistema inglés. La rigidez queda manifestada en el título X, que señala el procedimiento para la modificación constitucional (Art. 167), estableciendo además la necesidad de un procedimiento agravado para alterar determinados preceptos constitucionales (Art. 168). El texto queda así a salvo de modificaciones realizadas bajo el procedimiento legislativo ordinario, y sin embargo, puede ser adaptado a las nuevas realidades sociales sin necesidad de interrumpir la continuidad jurídica del ordenamiento.
Por otro lado, se trata de una constitución derivada, puesto que atendiendo al Derecho comparado, no incluye innovaciones radicales, sino que se asienta sobre el constitucionalismo histórico español, y muy especialmente en las constituciones europeas posteriores a la Segunda Guerra Mundial. 
La Constitución española de 1978 es la segunda más extensa de la historia del constitucionalismo español, después de la Constitución española de 1876. Contiene 169 artículos, además de nueve disposiciones transitorias, cuatro adicionales, una derogatoria y una final.

## Título preliminar
El título preliminar (artículos 1 a 9) establece los principios constitucionales que constituyen la base fundamental de la Constitución, siendo el sustrato ideológico-político sobre el que se asienta. Además de fundamentar los propios preceptos constitucionales, los principios constitucionales tienen un especial valor hermenéutico e interpretativo. Dada su posición dentro de la Constitución, su modificación resulta especialmente agravada y equiparable a una auténtica mutación constitucional.
Los dos primeros artículos de la Constitución española establecen los siguientes principios constitucionales sobre los que se basa el resto de la Constitución: Estado social y democrático de derecho, monarquía parlamentaria y Estado de las autonomías.

### Estado de derecho
Históricamente, el Estado de derecho suponía la sumisión del poder estatal a la norma jurídica como garantía de la libertad individual de los particulares. La Constitución recoge tal principio consagrando una división de poderes, en la que el poder legislativo goza de legitimidad democrática directa, emanando leyes que gozan de superioridad jerárquica sobre el resto de la producción normativa del Estado. Asimismo, el poder judicial goza de independencia jerárquica frente a los demás poderes, con la finalidad de asegurar su imparcialidad.
Para completar la concreción que la Constitución hace del Estado de derecho, es necesario señalar el principio de legalidad administrativa, según el cual, la actuación de la Administración pública se rige por el derecho, no habiendo lugar a una actuación que no tenga cobertura normativa. Es la llamada vinculación positiva de los poderes públicos, reflejada en el artículo 9.1 de la Constitución. A ello hay que añadir la interdicción de la arbitrariedad de los poderes públicos contemplada en el artículo 9.3. 
El principio de legalidad penal, tributario y procesal aparece también explícitamente recogido en el ordenamiento jurídico. Basándose el Estado en normas jurídicas, se perfilan también las características que habrán de tener éstas en aras de una mayor seguridad jurídica. De esta manera, el artículo 9.3 proclama el principio de publicidad de las normas, y el principio de irretroactividad de las disposiciones sancionadoras no favorables o restrictivas de derechos individuales.

### Estado social
La Constitución reconoce el Estado social en el preámbulo y en el artículo primero. Su desarrollo se sitúa en el capítulo III del título I, y en el título VII. La consagración del Estado social implica que los poderes públicos no solo permiten la igualdad y la libertad, sino que han de intervenir activamente para promover dichos valores y remover los obstáculos que impidan o dificulten su plenitud (Art.9.2). Si el Estado de derecho implicaba un límite a los poderes públicos para garantizar una esfera de igualdad y libertad al individuo, el Estado social reclama que los poderes públicos desarrollen una actividad tendente a conseguir una igualdad material y una efectiva libertad. De esta manera, la Constitución recoge una serie de preceptos donde se busca una redistribución de la renta más justa (Art. 131) y equitativa.(Art. 40.1) 
Junto a esa redistribución económica, la Constitución plantea un estado intervencionista en la protección de determinados bienes como la vivienda, la salud, el trabajo o el acceso a la cultura. Así, por ejemplo, el artículo 40.2 menciona la intervención para obtener unas condiciones laborales adecuadas, mientras que el artículo 41 habla de la Seguridad Social y el artículo 43 del acceso universal a la sanidad pública.

### Monarquía parlamentaria
El artículo 1.3 de la Constitución señala que la forma política del Estado español es la monarquía parlamentaria. Así pues, la forma de gobierno mencionada implica que el rey es el jefe de Estado, pero no controla el poder ejecutivo, sino que este está sometido al control parlamentario. La Constitución dedica su título II a la Corona, incluyendo la regulación de sus funciones, la sucesión al trono, la regencia, la tutela del rey menor y la figura del refrendo. Se configura así una monarquía con un poder mayoritariamente simbólico y que no concede al rey una capacidad efectiva de decisión.
Según Paul Preston, el rey Juan Carlos I tenía interés en que entre sus funciones figurara la de poder convocar referéndums y la de proponer, tras las elecciones, al candidato a presidente del Gobierno para someterse al debate de investidura en el Congreso de los Diputados. Lo primero no lo consiguió, pero sí lo segundo (artículo 99). Juan Carlos le dijo al periodista José Oneto en enero de 1978, cuando la ponencia presentó el borrador del proyecto de Constitución: «Creo que tal como van las cosas voy a tener menos poderes que el rey de Suecia, pero si eso sirve para que todos los partidos políticos acepten la forma monárquica del Estado, estoy dispuesto a aceptarlo». Y fue lo que sucedió. El ponente comunista, Jordi Solé Tura, declaró que su partido no cuestionaba la monarquía (el secretario general del PCE Santiago Carrillo había dicho: «mientras la monarquía respete la Constitución y la soberanía popular, nosotros respetaremos la monarquía»), y el socialista Gregorio Peces Barba mantuvo la enmienda de la República, pero una vez derrotada no insistió en ella. Por otro lado, Juan Carlos consiguió que se mantuviera la tradicional preferencia de la línea masculina sobre la femenina en la sucesión a la Corona y que se le considerara «legítimo heredero de la dinastía histórica» (art. 57), lo cual, según Preston, «eliminó de un plumazo los orígenes franquistas de la monarquía».

### Estado de las autonomías
La Constitución de 1978 reconoce y garantiza el derecho a la autonomía de las distintas nacionalidades y regiones en su artículo 2, relacionando el principio con la unidad de la nación española y la solidaridad entre las comunidades autónomas que la compongan. Por otra parte, el principio de autonomía preside la configuración territorial del Estado, que acorde al artículo 137, se organiza en municipios, provincias y comunidades autónomas. Hay que distinguir, no obstante, la autonomía local (municipios y provincias) con un carácter marcadamente administrativo, y la autonomía de las nacionalidades y regiones (comunidades autónomas) de mayor trascendencia político-administrativa.

### Fuerzas Armadas
Cuando se estaba debatiendo el proyecto de la Constitución la Junta de Jefes de Estado Mayor (JUJEM) presentó una serie de observaciones. La principal fue la referencia que debía hacerse al papel de las Fuerzas Armadas, que según la cúpula militar debía ser el mismo que le había asignado el artículo 37 de la franquista Ley Orgánica del Estado. El ponente de UCD Miguel Herrero de Miñón fue el encargado de que esta «observación» se incorporara al proyecto constitucional. Sin embargo, los militares no consiguieron todo lo que pretendían porque no se incluyó a las Fuerzas de Orden Público entre las Fuerzas Armadas, estableciéndose por primera vez la distinción entre las mismas, aunque sí lograron que el artículo referido a las Fuerzas Armadas pasara del Título IV, dedicado al Gobierno y la Administración, al Título Preliminar, lo que «supuso una importante concesión simbólica». Finalmente el artículo 8.1 quedó redactado así [al lado el artículo de la legislación franquista referido al mismo tema]:

Ley Orgánica del Estado (1967)
Art. 37. Las Fuerzas Armadas de la Nación, constituidas por los Ejércitos de Tierra, Mar y Aire y las Fuerzas de Orden Público, garantizan la unidad e independencia de la Patria, la integridad de sus territorios, la seguridad nacional y la defensa del orden institucional.
Constitución de 1978
Art. 8.1. Las Fuerzas Armadas, constituidas por el Ejército de Tierra, la Armada y el Ejército del Aire, tienen como misión garantizar la soberanía e independencia de España, defender su integridad territorial y el ordenamiento constitucional.

En cuanto al reconocimiento del rey como jefe supremo de las Fuerzas Armadas —otra de las «observaciones» que presentaron los militares—, fue recogido en el artículo 62.h que establecía que correspondía al Rey «el mando supremo de las Fuerzas Armadas». Sin embargo, el artículo 97 convertía esta jefatura en simbólica, aunque muchos militares no lo entendieron así como se puso de manifiesto durante el fracasado golpe de Estado del «23-F», al establecer que «el Gobierno dirige la política interior y exterior, la Administración civil y militar y la defensa del Estado».
Por otro lado, la presión militar no consiguió que se eliminara el término «nacionalidades» del artículo 2 de la Constitución —dos de los militares designados por el rey como senadores, el almirante Marcial Gamboa Sánchez-Barcáiztegui y el general Luis Díez-Alegría, presentaron sendas enmiendas pero no prosperaron—. Tampoco consiguió que se retirara de la Constitución la abolición de la pena de muerte para delitos militares, salvo en caso de guerra, pero sí logró diluir el reconocimiento del derecho a la objeción de conciencia (ya que no se incluyó entre los derechos fundamentales y se estableció que se regularía «con las debidas garantías», «pudiéndose imponer, en su caso, una prestación social sustitutoria»). Y también consiguió evitar la abolición de los tribunales de honor en el Ejército (el artículo 26 solo prohibía los «Tribunales de Honor en el ámbito de la Administración civil y de las organizaciones profesionales»).

## Título I: Derechos y Deberes Fundamentales
El título I (artículos 10 a 55) establece los derechos y deberes fundamentales. La Constitución de 1978 desarrolla la tabla de derechos fundamentales más amplia del constitucionalismo histórico español. La doctrina coincide en que se trata de una enumeración abierta, que permite la posible inclusión de nuevos derechos fundamentales que sean inherentes a la dignidad de la persona mediante la modificación constitucional, la interpretación jurisprudencial o la suscripción de acuerdos y tratados internacionales, como aparece en el artículo 10.
La naturaleza dualista de los derechos fundamentales ha sido reconocida por la jurisprudencia del Tribunal Constitucional. En su primera vertiente, son derechos subjetivos en favor de las personas, que tienen por sujeto pasivo a los poderes públicos. Por otro lado, también son valores que configuran el sistema político, legitimándolo frente al ciudadano. 

### Capítulo I: Españoles y extranjeros
El capítulo I establece la titularidad de los derechos constitucionales. El artículo 11 establece que la nacionalidad española se adquiere, se conserva y se pierde de acuerdo con lo establecido por la ley. Además prohíbe que ningún español de origen sea privado de su nacionalidad. El artículo 12 fija la mayoría de edad en los dieciocho años. El artículo 13 establece que los extranjeros gozarán en España de las libertades públicas que garantiza el título I en los términos que establezcan los tratados y la ley.
Respecto a la posición de las personas jurídicas, y su posible titularidad de derechos fundamentales, existe una reiterada jurisprudencia constitucional que les atribuye el derecho de asociación, el derecho al honor, a la tutela judicial efectiva, a la inviolabilidad del domicilio, y a la libertad de expresión e información.

### Capítulo II: Derechos y libertades
El capítulo II comienza con el artículo 14 que establece el principio de igualdad ante la ley, sin que pueda prevalecer discriminación alguna por razón de nacimiento, raza, sexo, religión, opinión o cualquier otra condición o circunstancia personal o social.
Los restantes artículos del capítulo II se agrupan en dos secciones. En la sección I (artículos 15 a 29) se enumeran derechos fundamentales y libertades públicas. Se determinan derechos que se ejercen individualmente: derecho a la vida (art. 15), a la libertad ideológica y religiosa (art. 16), a la libertad personal y la seguridad (art. 17), a la intimidad e inviolabilidad del domicilio (art. 18), a elegir el lugar de residencia (art. 19), y la libertad de expresión y divulgación (art. 20). También se determinan derechos ejercidos en común: derecho de reunión (art. 21), de asociación (art. 22), participación (art. 23), educación (art. 27), huelga (art. 28) y petición (art. 29). También se recogen las libertades de enseñanza (art. 27) y sindicación (art. 28). Por otro lado, se recogen los artículos dedicados a las garantías procesales: protección judicial de los derechos (art. 24), el principio de legalidad penal (art. 25), trabajo remunerado para los presos (art. 25) y prohibición de los tribunales de honor (art. 26).
En la sección II del capítulo II (artículos 30 a 38) se establecen derechos y deberes de los ciudadanos. Son el servicio militar y la objeción de conciencia (art. 30), la Hacienda pública (art. 31), derecho al matrimonio y de divorcio y la igualdad entre cónyuges (art. 32), el derecho a la propiedad privada (art. 33), a crear una fundación (art. 34), el derecho y el deber de trabajar (art. 35), la creación de colegios profesionales (art. 36), el marco regulador de las condiciones de trabajo a través de convenios, y a presionar en los conflictos laborales (art. 37). Además, se consagra la libertad de empresa y la economía de mercado, aunque puede llegar a planificarse la economía (art. 38).

### Capítulo III: De los principios rectores de la política social y económica
El Capítulo III contiene los artículos 39-52. Ellos describen los fundamentos del estado del bienestar, de acuerdo con el mandato constitucional por un estado social (art 1). El incluye provisiones por un sistema público de pensiones, un sistema de seguridad social, por salud pública y por derechos culturales.

### Capítulo IV: Garantías de las libertades y derechos fundamentales
El capítulo IV establece una serie de garantías de los derechos fundamentales. El artículo 53 establece la reserva de Ley, que supone que el desarrollo normativo de determinadas materias no puede realizarse mediante reglamento. En el caso de los derechos fundamentales, la Constitución establece la reserva de ley para todo el capítulo II (Art. 53.1), incluyéndose también los principios rectores contenidos en el capítulo III (Art. 53.3). Por otro lado, la Constitución también establece una reserva de ley orgánica para los derechos fundamentales contenidos en la sección I del capítulo II (Art. 81.1), que además no podrán ser regulados por decreto ley (Art. 86.1) ni mediante delegación legislativa (Art. 82.1).
El artículo 54 establece la institución del Defensor del Pueblo, elegido por las Cortes Generales, que se encarga de la defensa de los derechos fundamentales, supervisando la actuación administrativa y dando cuenta a las Cortes. Es competente para interponer recurso de amparo y recurso de inconstitucionalidad ante el Tribunal Constitucional.
Los derechos fundamentales contenidos en la sección I y en los artículos 14 y 30.2 serán tutelados por los tribunales ordinarios, siguiendo un procedimiento basado en los principios de preferencia y sumariedad. Agotada la vía judicial ordinaria, se legitima a los particulares para acceder al recurso de amparo ante el Tribunal Constitucional (Art. 53.2).
De igual manera, la jurisdicción constitucional puede tutelar las vulneraciones de derechos fundamentales (no solo de la sección I) mediante el recurso de inconstitucionalidad (Art. 161.1.a) que, no obstante, cuenta con restricciones en cuanto a los órganos legitimados para interponerlo, estando exclusivamente a disposición del presidente del Gobierno, del Defensor del Pueblo, de 50 diputados, de 50 senadores o del órgano legislativo o ejecutivo de una comunidad autónoma (Art. 162.1).
Ciertas garantías de los derechos fundamentales tienen también el rango de derecho fundamental. Así sucede con el procedimiento de habeas corpus para la inmediata puesta a disposición judicial de un detenido (Art. 17.4) o el derecho a la tutela judicial efectiva (Art. 24.1) y a un proceso con las debidas garantías —presunción de inocencia, derecho a la defensa, juez predeterminado por la ley, etc.— (Art. 24.2).

### Capítulo V: Suspensión de los derechos y libertades
El artículo 55 establece que algunos de los derechos recogidos en el Capítulo II pueden ser suspendidos en los casos de declaración del estado de excepción o sitio.

## Título II: Corona

Escudo de armas del rey de España, según Real Decreto 527/2014.

El título II (artículos 56 a 65) regula la institución de la Corona. El artículo 56 establece que «el Rey es el Jefe del Estado, símbolo de su unidad y permanencia, arbitra y modera el funcionamiento regular de las instituciones y asume la más alta representación del Estado Español en las relaciones internacionales».

### Funciones
El artículo 62 establece las funciones constitucionales del rey{(art. 62):
- Sancionar y promulgar las leyes.
- Convocar y disolver las Cortes Generales, y convocar elecciones.
- Convocar a referéndum.
- Ser informado de las cuestiones de Estado y, dado el caso, presidir el Consejo de Ministros.
- Proponer y, en su caso, nombrar al presidente del Gobierno.
- Nombrar y destituir a los miembros del Gobierno.
- Expedir reales decretos, conceder empleos civiles y militares, así como honores y distinciones.
- Ejercer el derecho de gracia con arreglo a la ley, que no podrá conceder indultos generales.
- Ostentar el mando supremo de las Fuerzas Armadas.
- Ostentar el Alto Patronazgo de las Reales Academias.

No obstante, el carácter de la Corona es eminentemente simbólico: todos los actos del rey estarán siempre refrendados (art. 56.3) por el presidente del Gobierno, los ministros competentes o el presidente del Congreso, según corresponda (art. 64). El refrendo es un requisito para la válida existencia del propio acto del rey, que de no haber sido refrendado, sencillamente no existe. Además, la eventual responsabilidad por tales actos recaerá en la persona que los refrende (art. 64.2) dado que la persona del rey es inviolable y no está sujeta a responsabilidad (art. 56.3). Solo existen dos actos del rey que no requieren refrendo: la gestión de la Casa Real (art. 65) y el nombramiento en su testamento de un tutor para el rey menor (art. 60).

### Sucesión
El artículo 57 regula la sucesión al trono de España. Este artículo designa a Juan Carlos I de Borbón como el legítimo heredero de la dinastía histórica española y establece las normas sucesorias. Se sigue el orden regular de primogenitura y representación, siendo preferida siempre la línea anterior a las posteriores; en la misma línea, el grado más próximo al más remoto; en el mismo grado, el varón a la mujer, y en el mismo sexo, la persona de más edad a la de menos (Art. 57.1). En el supuesto de que se extingan todas las líneas llamadas a suceder al trono, las Cortes Generales son las encargadas de elegir sucesor (Art. 57.3). Además, las personas que contraigan matrimonio contra la expresa prohibición del rey y las Cortes Generales quedan excluidas de la sucesión a la Corona, así como sus descendientes (Art. 57.4). 
La Constitución da prioridad al sexo sobre la edad en el acceso a la Corona, algo que contradice el espíritu constitucional de no discriminación por razón de sexo establecido en el artículo 14. La regulación actual tiene su origen en la proclamación de Felipe de Borbón, de menor edad que sus dos hermanas, como príncipe heredero. Tal proclamación se realizó en 1977, mientras se desarrollaba el proceso constituyente, y se planteó como un hecho consumado que no convenía alterarse en la redacción final de la Constitución.
En marzo de 2005 el Gobierno de Zapatero consultó al Consejo de Estado sobre una posible reforma de la Constitución que incluyera una revisión del orden sucesorio al trono para que primase la edad sobre el sexo. El Consejo de Estado se mostró partidario de dicha reforma, así como de la inclusión de un precepto que señalara el uso indistinto del término rey o reina. Sin embargo, también destacó que habría que seguir el procedimiento agravado de reforma constitucional del artículo 168.

### Regencia
El artículo 59 regula la regencia para los casos en que el rey sea menor de edad o resulte inhabilitado. Para poder ejercer la regencia es requisito ser mayor de edad y español. Además, la regencia se ejerce por mandato constitucional y siempre en nombre del rey. Ante la minoría de edad del rey, se nombra regente al padre o madre del rey, y en su defecto, al mayor de edad más próximo a suceder en la Corona (Art. 59.1). Por otro lado, ante el supuesto de que el rey se inhabilitare y tal imposibilidad fuere reconocida por las Cortes Generales, el príncipe heredero ostenta la regencia, siempre que sea mayor de edad. De lo contrario, se procede de la misma manera que para la minoría de edad del rey, hasta que alcance la mayoría de edad (Art. 59.2).
En el caso de que no sea posible hallar una persona a quien corresponda la regencia por los procedimientos mencionados, las Cortes Generales se encargan de nombrar la regencia, que debe estar compuesta por una, tres o cinco personas (Art. 59.3).

### Tutela
La minoría de edad del rey también implica la aparición de un tutor que actúe en su nombre e interés, y cuya posición es incompatible con el desempeño de todo cargo o representación política. El artículo 60 establece como tutor a la persona que haya nombrado el difunto rey en su testamento, siempre que sea mayor de edad y español de nacimiento. En su defecto, la tutela recae en el padre o la madre del rey menor, siempre que permanezcan viudos. Si tampoco es posible, las Cortes Generales son las encargadas de nombrar tutor. En todo caso, se prohíbe la posibilidad de que una sola persona ostente el cargo de tutor y regente, salvo que se trate del padre, la madre o un ascendiente directo del rey (Art. 60).

## Título III: Cortes Generales
El título III (artículos 66 a 96) de la Constitución regula las Cortes Generales, órgano constitucional que ejerce la representación del pueblo español y está compuesto por el Congreso de los Diputados y el Senado (Art. 66.1). La preponderancia del Congreso sobre el Senado configura un parlamentarismo bicameral atenuado.
La Constitución establece que cada cámara dispone de un reglamento (Art. 72.1), un presidente y una mesa (Art. 72.2). También establece una Diputación Permanente por cámara, que desempeñará ciertas funciones (convocatoria extraordinaria, declaración de estados de alarma, excepción y sitio) en los periodos en que no se halle convocada la cámara (Art. 78). Para las sesiones conjuntas, se reúnen en Cortes Generales que preside el presidente del Congreso, y se rigen por un reglamento común aprobado por mayoría absoluta de cada cámara.
En las Cortes Generales recaen la potestad legislativa, la aprobación de los Presupuestos Generales del Estado, el control de la actuación del Gobierno y otras funciones, como el nombramiento de magistrados del Tribunal Constitucional, el de vocales del Consejo General del Poder Judicial, el de consejeros del Tribunal de Cuentas y el del defensor del Pueblo. También proveen sucesor a la Corona, regente o tutor cuando se agota la línea de sucesión al trono.
El funcionamiento de las Cámaras se producirá en Pleno o por comisiones (Art. 75). El Pleno se constituye por la reunión de todos los diputados. Las comisiones son pequeñas unidades de trabajo cuyos miembros son designados por los grupos parlamentarios en proporción a su presencia en la Cámara. Las comisiones conocen de los proyectos y asuntos que les encomienda la Mesa de la Cámara, delegando en ellas el Pleno para la aprobación de proyectos y proposiciones de ley. Sin embargo, no podrán actuar en cuestiones relativas a la reforma constitucional, las cuestiones internacionales, las leyes orgánicas y de bases y los Presupuestos Generales del Estado (Art. 75.3). Respecto a los tipos de comisión, hay que distinguir entre comisiones permanentes y no permanentes; y legislativas y no legislativas.

### Congreso de los Diputados
El artículo 68 regula la composición del Congreso de los Diputados, que debe contar con entre 300 y 400 parlamentarios (Art. 68.1). Los diputados son elegidos por sufragio universal, libre, igual, directo y secreto. Las circunscripciones electorales son las provincias, además de Ceuta y Melilla (Art. 68.2). A cada provincia le corresponde un mínimo de dos escaños, y uno para las ciudades autónomas. El resto de escaños se distribuye siguiendo criterios poblacionales. La elección se verifica en cada circunscripción atendiendo a criterios de representación proporcional (Art. 68.3).

### Senado
El artículo 69 regula la composición del Senado. Es la cámara de representación territorial. Está compuesta de senadores elegidos por un sistema mixto: 208 senadores elegidos por sufragio universal, libre, igual, directo y secreto y un número variable de senadores designados por las asambleas legislativas de las comunidades autónomas.
La elección de los senadores por sufragio difiere del utilizado para el Congreso de los Diputados. Se trata de una votación en listas abiertas en las que se vota a los candidatos que se prefiera, con un máximo del número de escaños asignados a la circunscripción, menos uno. Esto último configura un sistema mayoritario corregido que tiende a asegurar la representación del segundo partido más votado en la provincia.
Las funciones que la Constitución reserva al Senado lo sitúan en una posición de subordinación frente al Congreso de los Diputados. De esta manera, España sigue el modelo de «cámara de enfriamiento» que en el derecho comparado tiene por ejemplos a Japón o Canadá.

## Título IV: Gobierno y Administración

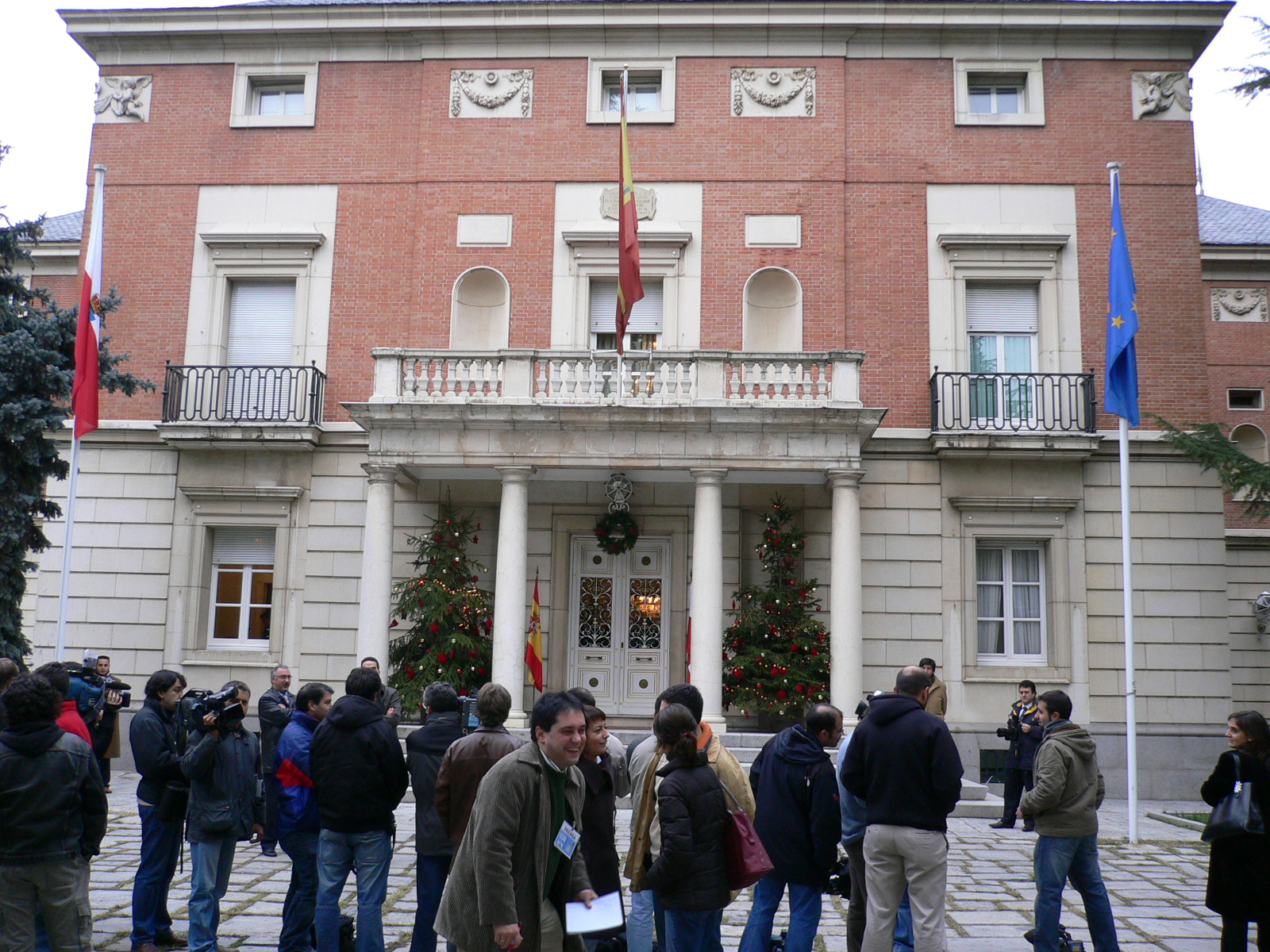
Palacio de la Moncloa, sede oficial de la Presidencia del Gobierno, y lugar de reunión habitual del Consejo de Ministros.

El título IV (artículos 97 a 107) regula la figura del Gobierno, estableciendo aspectos esenciales sobre sus funciones (Art. 97), su composición (Art. 98), su formación y cese (Arts. 99, 100 y 101) y la eventual responsabilidad criminal de los miembros que lo componen (Art. 102).

### Funciones
La Constitución atribuye al Gobierno una función política, una función ejecutiva y una función normativa. Cada una de ellas representa una faceta del Gobierno, si bien la estrecha interconexión que existe entre ellas dificulta su aparición aislada.
La función política incluye un amplio y variado conjunto de actos que comprende desde el establecimiento de un programa político y unas directrices administrativas de ámbito social y económico hasta la declaración de guerra y la dirección de las Fuerzas Armadas. También hay que señalar los actos relativos a la política exterior (negociación de tratados internacionales), la interposición de recurso de inconstitucionalidad (Art. 161.2), la disolución de las Cortes (Art. 115), la convocatoria de referéndum consultivo (Art. 92.2), o la intervención en la comunidad autónoma que incumpla sus obligaciones (Art. 155).
La función normativa se divide a su vez en dos categorías. En primer lugar, una función legislativa compartida con las Cortes y supeditada a ellas, consistente en la atribución de iniciativa legislativa —proyecto de ley— (Art. 87.1), la producción de Decretos legislativos previa delegación parlamentaria (Art. 82) y la emisión de normas urgentes con rango de ley, conocidas como decretos leyes, que habrán de ser posteriormente convalidadas o derogadas por el Congreso de los Diputados (Art. 86). Por otro lado, la segunda categoría de la función normativa hace referencia a la potestad reglamentaria expresamente mencionada en el artículo 97, que permite la emisión de normas con rango reglamentario en desarrollo de las leyes, bien con la forma de real decreto (aprobada por el Consejo de Ministros), bien mediante orden ministerial (aprobada por un solo ministro).
Finalmente, la función ejecutiva podría definirse como la función de concretar y ejecutar las leyes, e incluye, entre otras, la dirección funcional y orgánica de la Administración Pública, la resolución de recursos administrativos o el nombramiento de cargos de confianza política. Doctrinalmente suele incluirse dentro de la función ejecutiva la facultad del Gobierno para dictar reglamentos de ejecución, si bien tal potestad puede también incluirse dentro de las facultades normativas.

### Composición
La Constitución utiliza indistintamente los términos "Gobierno" y "Consejo de Ministros", de manera que podrían considerarse conceptos equivalentes. No obstante, cierto sector doctrinal ha sostenido la distinción entre uno y otro, basándose en la utilización simultánea de ambos términos en el artículo 116.2 de la Constitución. Hay que destacar que tal posición no ha tenido eco en los sucesivos textos legales, que se refieren a Gobierno y Consejo de Ministros como una misma institución.
El Consejo de Ministros es un órgano colegiado que se compone del Presidente, de los Vicepresidentes en su caso, de los Ministros y de los demás miembros que establezca la Ley (Art. 98.1) Nótese que el precepto citado finaliza con la posibilidad de incluir nuevos miembros mediante la ley, si bien esta posibilidad ha tenido un uso restringido, existiendo también una Secretaría del Consejo de Ministros encarnada en el Ministerio de la Presidencia o la posibilidad de nombrar ministros sin cartera.

#### Presidente del Gobierno
El presidente del Gobierno es el encargado de dirigir la acción del Gobierno y coordinar las funciones de los miembros del mismo (Art. 98.2). La Constitución le atribuye el nombramiento y cese de ministros, vicepresidentes y demás miembros del Gobierno (Art. 100). La formación del Gobierno se produce a través de la investidura presidencial (Art. 99), acto por el que el Congreso de los Diputados deposita su confianza política en el presidente para que forme Gobierno. Ese vínculo de confianza se da entre el Congreso y el presidente, no entre el Congreso y el Gobierno, de manera que la eventual responsabilidad política recae directamente sobre él mediante la moción de censura y la cuestión de confianza.
Tal es la importancia del presidente dentro del Gobierno que su dimisión, fallecimiento o retirada de confianza parlamentaria supone el cese automático del Gobierno en su conjunto (Art. 101.1). En un sentido formal, su importancia se manifiesta dentro del Consejo de Ministros, cuya presidencia se le atribuye, correspondiéndole por lo tanto la convocatoria de sus sesiones, la fijación del orden del día y la dirección de las deliberaciones que se produzcan en su seno. En la práctica, la voluntad del presidente se impone sobre la del resto de miembros que compongan el Consejo de Ministros.
La Constitución atribuye al presidente, de forma directa, un variado elenco de funciones, entre las que cabe destacar el deber de informar al rey, el refrendo de sus actos, la facultad de pedirle que presida el Consejo de Ministros (Art. 62 g), la competencia para convocar referéndum consultivo (Art. 92), para someterse a la cuestión de confianza ante el Congreso (Art. 112) e incluso estará habilitado para proponer la disolución de las Cortes Generales (Art. 115.1), disolución que debe ser decretada por el rey. Finalmente, la Constitución también le hace competente para interponer recurso de inconstitucionalidad ante el Tribunal Constitucional (Art. 162.1 a)

#### Vicepresidentes
La Constitución solo menciona la figura del vicepresidente en su artículo 98, donde afirma que el Gobierno se compone, entre otros, de los vicepresidentes en su caso. De tan escueta regulación se deriva el que pueda haber uno, ninguno o varios vicepresidentes. La Ley del Gobierno concreta un poco más sus funciones, si bien mantiene un carácter indeterminado que convierte a las vicepresidencias en figuras marcadamente flexibles. Cabe señalar la función de sustitución ante la ausencia o enfermedad del presidente y la genérica atribución de las materias que el presidente delegue en ellos.

#### Ministros

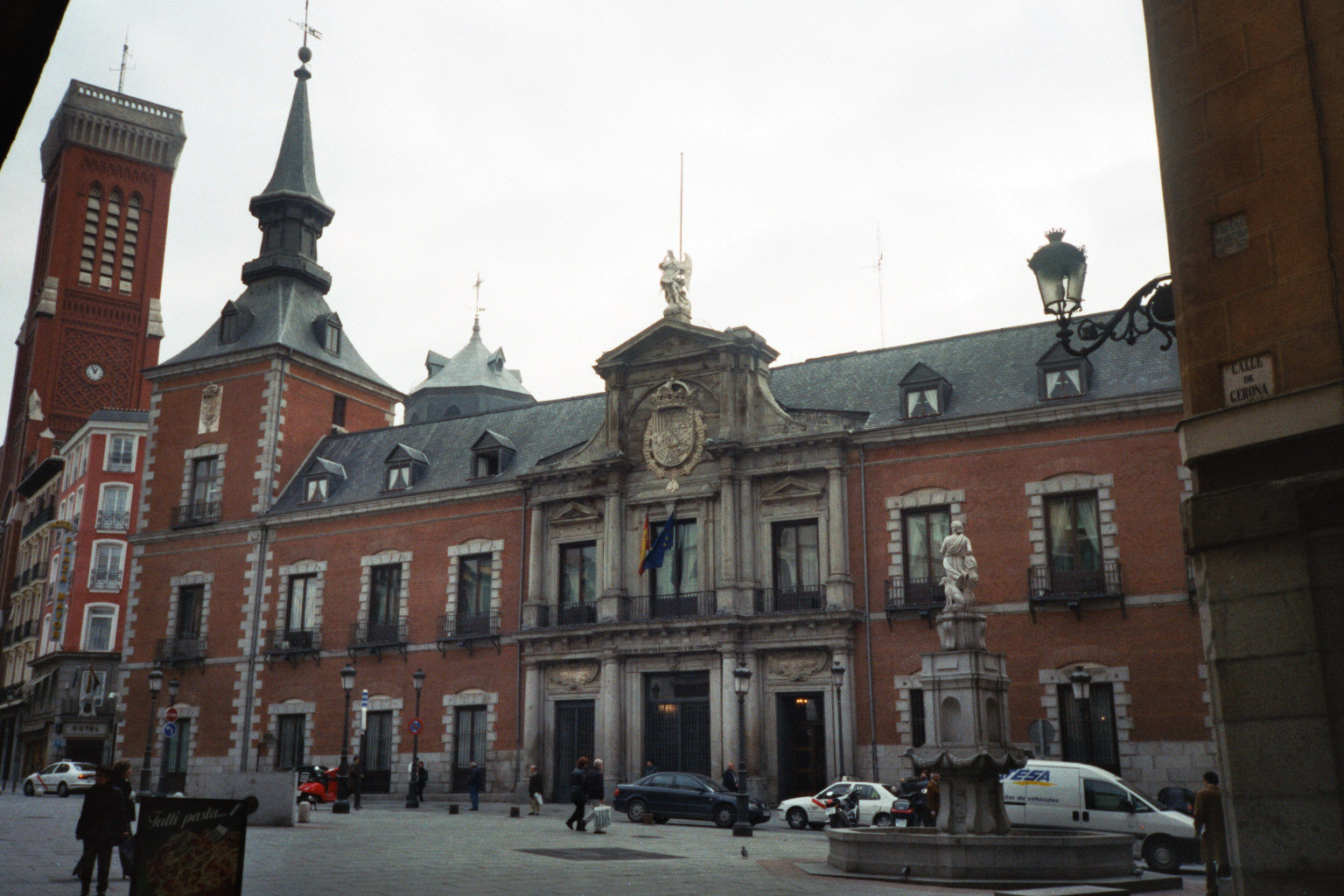
Palacio de Santa Cruz, sede del Ministerio de Asuntos Exteriores y de Cooperación.

La Constitución no se ocupa con detalle de la figura del ministro. Limitándose a la regulación de sus elementos esenciales, establece su inclusión dentro del órgano de Gobierno. Fuera de esta mención, se establece su nombramiento y cese a voluntad del presidente del Gobierno, y se hace referencia a su figura de manera esporádica a lo largo del texto constitucional, como es el caso de la mención al refrendo ministerial de algunos actos del rey.
Los ministros tienen una naturaleza doble. Por un lado, son miembros del Consejo de Ministros y participan en sus deliberaciones y toma de decisiones. Por otro, son la cabeza de un determinado departamento ministerial, y dentro de él, desempeña las tareas de dirección, organización y supervisión; se erigen como representantes del Estado en su ámbito sectorial; y responden de la actuación de su departamento. Las funciones de los ministros se enumeran con amplio detalle en la Ley Orgánica de Funcionamiento de la Administración General del Estado.

### Formación y cese
La Constitución recoge el principio de continuidad gubernativa, tendente a evitar vacíos de poder entre el cese de un Gobierno y la formación del siguiente. De esta forma, correlaciona ambos procesos, de manera que la causa necesaria para la formación de un Gobierno se corresponde con el cese del anterior. En el periodo intermedio entre formación y cese, el Gobierno cesante continúa en funciones hasta la toma de posesión del nuevo Gobierno (Art. 101.2)-
El principio de continuidad se observa también en la regulación de la moción de censura, a la que la Constitución otorga el carácter de constructiva, exigiendo la proposición de un candidato alternativo en el mismo procedimiento que provocará el cese del presidente anterior (Art. 114.2).

#### Investidura
El artículo 99 de la Constitución establece el procedimiento de investidura del presidente del Gobierno de España. El rey se entrevista con los representantes de los grupos políticos del Congreso de los Diputados y propone un candidato a la presidencia del Gobierno a través del presidente del Congreso de los Diputados. El candidato propuesto por el rey expone ante el Congreso de los Diputados el programa político del Gobierno que pretenda formar. El Congreso de los Diputados puede otorgar su confianza al candidato por mayoría absoluta de votos afirmativos en primera votación o por mayoría simple 48 horas después. Si el candidato obtiene la confianza, el rey lo nombra presidente del Gobierno. En caso contrario, se tramitan sucesivas propuestas. Si transcurridos dos meses no se ha investido al presidente del Gobierno, se disuelven las Cámaras y se convocan elecciones.

#### Cese
La Constitución recoge como causas del cese del Gobierno la celebración de elecciones generales —al acabar el mandato de cuatro años o por disolución anticipada—, la retirada de confianza del Congreso de los Diputados —mediante aprobación de una moción de censura o rechazo de una cuestión de confianza—, y la dimisión o muerte del presidente del Gobierno.
El cese del Gobierno por resolución judicial firme contra el presidente no está contemplado expresamente en la Constitución, si bien parte de la doctrina afirma que se trata de un cese implícito. Podría tener la forma de incapacitación civil, que supondría que el presidente ha perdido su capacidad de obrar; o bien por responsabilidad criminal, en el supuesto de que la resolución le impidiera ejercer las funciones presidenciales por establecer algún tipo de prisión provisional, o bien una pena privativa de libertad o inhabilitadora para el desempeño de cargos públicos.

### Administración Pública
El título IV también contempla una mención a los principios rectores de la Administración Pública, abarcando así el conjunto del Poder Ejecutivo. La Administración Pública se configura como el aparato de servicio y gestión del interés general (Art. 103.1). Pese a que el texto constitucional menciona una única Administración, ha de entenderse que como consecuencia del Estado de las autonomías existe una pluralidad de Administraciones territoriales (general, autonómicas y locales) de las que a su vez dependen multitud de Administraciones instrumentales.
La Constitución apenas detalla la organización de la Administración Pública, si bien exige que sus órganos sean creados, regidos y coordinados de acuerdo con la Ley (Art. 103.2). Por otra parte, la mención que el artículo 97 hace acerca de la dirección que el Gobierno ejerce sobre la Administración civil debe entenderse restringida a la Administración General del Estado. Cabe recordar que según el artículo 137, el Estado se organiza territorialmente en municipios, provincias y comunidades autónomas; e igualmente, todas estas entidades están dotadas de autonomía para la gestión de sus respectivos intereses, es decir, cada una de ellas dirige su propia Administración.

#### Actividad
El texto constitucional delega en el legislador ordinario el desarrollo de cuatro aspectos capitales de la actividad administrativa:
- Audiencia de los ciudadanos: bien a través de organizaciones, bien individualmente, se prevé que los ciudadanos hayan de ser oídos durante la elaboración de las normas administrativas que les afecten (Art. 105.a).
- Acceso ciudadano a archivos y registros: del mandato constitucional se exceptúa la información que pueda suponer un riesgo para la seguridad y defensa del Estado, afectar a la averiguación de un delito o atentar contra el derecho a la intimidad (Art. 105.b).
- Procedimiento administrativo: se requiere la regulación de un procedimiento para la producción de actos administrativos. También se programa, cuando proceda según la ley, la audiencia de los interesados (Art. 105.c).
- Responsabilidad patrimonial: la lesión de bienes y derechos de los particulares como consecuencia de la actividad administrativa supone el nacimiento de un derecho de indemnización a favor de los perjudicados, en los términos que señale la ley (Art.106.2)

#### Principios
Los principios constitucionales que rigen la actuación de la Administración Pública sirven de base para el posterior desarrollo de los aspectos funcionales y organizativos de las distintas administraciones. La Constitución contempla en el artículo 103.1 el principio de objetividad, de eficacia, de jerarquía, de descentralización, de desconcentración, de coordinación, y de sometimiento a la ley y al derecho.
El principio de objetividad se pone en relación con la imparcialidad de los funcionarios públicos (Art. 103.3), y con la interdicción de la arbitrariedad administrativa (Art. 9.3). La Administración no podrá actuar o hacer distinción de trato entre los administrados, sino de acuerdo a los fines justificados que deriven de la ley. De esta última forma, el principio de objetividad puede ponerse en relación con el principio de igualdad de trato contenido en el artículo 14.
Respecto al principio de eficacia, hay que señalar la voluntad constitucional de que la actividad administrativa consiga los resultados perseguidos al servicio de los intereses generales. En íntima relación con el principio de coordinación entre administraciones, se manifiesta de modo paradigmático en la encomienda de gestión y en la obligación, que recae en las diversas administraciones, de prestarse mutuamente la información necesaria para el eficaz ejercicio de sus competencias.
Sobre el principio de jerarquía se puede discernir una doble vertiente, normativa y administrativa. La jerarquía normativa supone una subordinación de las normas de rango reglamentario a las normas con rango de ley, y en última instancia, a las normas constitucionales. La jerarquía administrativa implica una organización piramidal en la que dentro de una misma Administración existen órganos jerárquicamente superiores, encargados de la dirección, supervisión e inspección de los órganos jerárquicamente inferiores. Estos últimos podrán recibir funciones delegadas de sus superiores, acudir a ellos por conflictos de competencia con órganos jerárquicamente iguales, y finalmente, responder disciplinariamente ante ellos. El recurso de alzada contra actos de órganos inferiores es resuelto por el órgano superior, y así mismo, el superior podrá avocar para sí alguna competencia del órgano inferior.
El principio de descentralización institucional hace referencia a la cesión de titularidad de competencias realizada entre una Administración y un ente con personalidad jurídica propia creado por esa misma Administración. Este principio supone la aparición de la llamada Administración instrumental, dirigida a satisfacer con eficacia las prestaciones propias de un Estado intervencionista. La descentralización no es una mera delegación o encomienda de gestión, habida cuenta de que la Administración que se desprende de la titularidad no fiscaliza el ejercicio que de la competencia haga el ente que la recibe.
El principio de desconcentración es una figura análoga a la descentralización, si bien la transferencia de competencias se produce entre los órganos de una misma administración, y no entre administraciones distintas. La desconcentración podrá ser horizontal, es decir, entre órganos jerárquicamente iguales; o bien será vertical, de manera que un órgano superior cede atribuciones propias en favor de un órgano inferior.
El principio de coordinación se presenta en las relaciones entre los distintos departamentos ministeriales; entre la Administración General y las administraciones autonómicas; y entre las propias administraciones autonómicas, que utilizan los convenios como instrumento de coordinación. En otro sentido, hay que destacar que el principio de coordinación se opone al principio de jerarquía. Donde exista relación jerárquica, se excluye la coordinación, y de similar forma, no puede haber coordinación más que entre dos entes que se relacionan de igual a igual.
Finalmente, respecto al principio de sometimiento a la ley y al derecho, es el reflejo administrativo del principio de vinculación contenido en el artículo 9.3. En el caso de la Administración, se produce una vinculación positiva, de manera que esta solo puede hacer lo que la ley le permita. Por el contrario, los ciudadanos están sujetos a una vinculación negativa, pudiendo hacer todo lo que la ley no prohíba. Por otra parte, este principio ha de ponerse en conexión con el de objetividad, de manera que la Administración solo usará como parámetro de actuación aquello que la norma disponga. Así, la discrecionalidad administrativa está limitada por un núcleo reglado fijado normativamente, y sus actos no pueden apartarse de los fines previstos sin incurrir en desviación de poder. La Jurisdicción Contencioso-Administrativa se encarga de garantizar este principio (Art. 106.1).

## Título V: Relaciones entre el Gobierno y las Cortes Generales
El título V (artículos 108 a 116) determina las relaciones entre el Gobierno y las Cortes Generales. El sistema parlamentarista, consagrado como principio constitucional, implica que el Gobierno ha de ser controlado por las Cortes Generales. Ese control parlamentario se explica por el vínculo de confianza que preside la relación entre ambos poderes, y puede adoptar dos formas: el control parlamentario en sentido estricto o la responsabilidad política.

### Control parlamentario
La Constitución habilita a las Cortes Generales a obtener información del Gobierno, solicitar la comparecencia de uno de sus miembros, constituir comisiones de investigación y formular preguntas e interpelaciones. No obstante, ninguno de estos mecanismos puede vincular jurídicamente las decisiones del Gobierno, algo que no impide un eventual condicionamiento por meros criterios de oportunidad política.
Las Cortes Generales y sus comisiones pueden obtener información relativa al Gobierno central o al Gobierno de una comunidad autónoma a través del presidente de la cámara en cuestión (Art. 109). También pueden reclamar la presencia de los miembros del Gobierno y, por su parte, los miembros del Gobierno pueden asistir a las reuniones parlamentarias y hacerse oír en ellas (Art. 110).
Respecto a las preguntas e interpelaciones parlamentarias al Gobierno, la Constitución obliga a dedicarles un tiempo mínimo semanal que es regulado en los reglamentos de las cámaras. También señala que las interpelaciones pueden dar lugar a una moción en la que la cámara manifieste su posición al respecto (Art. 111). Los reglamentos de las cámaras han regulado con profusión las preguntas e interpelaciones, distinguiendo ambas figuras en función de su naturaleza. De esta manera, las preguntas versan sobre hechos o temas concretos, y permiten un debate muy ágil entre el parlamentario que pregunta y el miembro del Gobierno que responde. Por su parte, las interpelaciones han de versar sobre temas de política general, y permiten un debate más sosegado en el que pueden intervenir representantes de los distintos grupos parlamentarios.
Finalmente, el pleno de una cámara puede crear una comisión de investigación para controlar cualquier asunto que afecte al interés público, incluyendo la actuación del Gobierno. La investigación se compone de facultades análogas a las mencionadas (obtención de información, control presencial y preguntas) y su resultado no vincula ni afecta a las resoluciones judiciales, si bien, se puede informar de las conclusiones al Ministerio Fiscal (Art. 76).

### Responsabilidad política
La existencia del vínculo de confianza parlamentaria hacia el Gobierno se traduce en la responsabilidad política de este. El artículo 108 señala que esa responsabilidad puede ser exigida exclusivamente por el Congreso de los Diputados, y no por el Senado (un signo más de bicameralismo atenuado). La Constitución española regula dos procedimientos en los que se exige esa responsabilidad política al Gobierno: la cuestión de confianza y la moción de censura.
El artículo 112 establece la cuestión de confianza, que permite al Gobierno solicitar la confianza del Congreso de los Diputados sobre su programa o sobre una declaración de política general. La cuestión se presenta al Congreso por iniciativa del presidente del Gobierno, previa deliberación en el Consejo de Ministros. El otorgamiento de la confianza se produce por mayoría simple, y supone la continuidad del Gobierno. Si el Congreso no otorga su confianza, se produce el cese del Gobierno y la apertura del procedimiento de investidura del artículo 99 (Art. 114.1).
El artículo 113 establece la moción de censura, que permite al Congreso de los Diputados forzar la dimisión del Gobierno. La moción debe ser presentada a iniciativa de al menos una décima parte de los diputados y debe incluir un candidato alternativo. Si la moción se aprueba por mayoría absoluta, se produce el cese del presidente y los demás miembros del Gobierno. Al aprobarse la moción queda otorgada la confianza al candidato alternativo, que es nombrado presidente por el rey (Arts. 113 y 114).

### Disolución de las Cortes
El presidente del Gobierno, previa deliberación del Consejo de Ministros, puede proponer la disolución de las Cortes, que será decretada por el rey; si no está en trámite una moción de censura y ha pasado más de un año desde la última convocatoria de elecciones.

### Estados
El artículo 116 regula los estados de alarma, excepción y sitio, que serán regulados por leyes orgánicas:
- Estado de alarma: lo decreta el Consejo de Ministros, dando cuenta al Congreso, por una duración de 15 días. El decreto determina el ámbito territorial. Solo puede ser prorrogado con la autorización del Congreso.
- Estado de excepción: es decretado por el Gobierno con la autorización del Congreso (el Consejo de Ministros pone las condiciones, ámbito territorial...) por 30 días prorrogables.
- Estado de sitio: El Gobierno lo propone y la mayoría absoluta del Congreso lo autoriza y determina su ámbito territorial, duración...

## Título VI: Poder Judicial
El título VI (artículos 117 a 127) regula el poder judicial. Busca consolidar un poder judicial totalmente independiente y capaz de desarrollar adecuadamente la potestad jurisdiccional. Con el mismo objetivo, la Constitución regula el estatuto de jueces y magistrados, configurando además un órgano de gobierno judicial encarnado por el Consejo General del Poder Judicial (Art. 122.2). También se recoge la existencia de un Ministerio Fiscal, que promoverá la acción de la justicia en defensa de la legalidad, de los derechos de los ciudadanos y del interés público (Art. 124).
El título constitucional comienza con el artículo 117, afirmando que la justicia emana del pueblo y se administra en nombre del Rey por Jueces y Magistrados integrantes del poder judicial [...] sometidos únicamente al imperio de la Ley (Art. 117.1). Tal precepto define la posición que ocupa el poder judicial dentro de la estructura político-constitucional.

### Principios

#### Independencia judicial
La Constitución dota de independencia al poder judicial. Los jueces y magistrados serán inamovibles y no podrán ser separados, suspendidos, trasladados ni jubilados sino por alguna de las causas y con las garantías previstas en la Ley (Art. 117.2). Igualmente, los nombramientos, ascensos, inspección y régimen disciplinario se dejarán en manos del Consejo General del Poder Judicial, órgano de gobierno del poder judicial, independiente del resto de poderes constitucionales.
La Constitución también trata de asegurar la imparcialidad judicial mediante un régimen de incompatibilidades cuya regulación delega en el legislador; en todo caso, se establece que los jueces y magistrados, mientras se hallen en activo, no podrán desempeñar otros cargos públicos, ni pertenecer a partidos políticos o sindicatos (Art. 127).

#### Exclusividad jurisdiccional
La actividad jurisdiccional solo puede ser ejercida por los juzgados y tribunales que la ley determina (Art. 117.3), prohibiendo jurisdicción alguna por parte del Gobierno y de la Administración; e incluso del Parlamento, cuyas comisiones de investigación no vinculan a los tribunales (Art. 76.1). No obstante, hay dos excepciones: en primer lugar, el Tribunal Constitucional, que pese a desarrollar tareas jurisdiccionales, no se encuadra dentro del poder judicial; y, por otro lado, la jurisdicción del Tribunal de Justicia de las Comunidades Europeas, encargado de los conflictos derivados del derecho comunitario europeo.
Además, la Constitución establece la dedicación exclusiva de los jueces y tribunales a la actividad jurisdiccional y a las que expresamente les sean atribuidas por Ley en garantía de cualquier derecho. Habría que destacar la vinculación de este principio con el régimen de incompatibilidades y prohibiciones establecido en la Constitución.

#### Unidad jurisdiccional
La unidad territorial implica la jurisdicción del poder judicial sobre todo el país, sin perjuicio de la organización territorial de sus distintos órganos, que podrán ser competentes en un municipio, en un partido judicial, en una provincia, en una comunidad autónoma e incluso en toda España. La prohibición de los tribunales de excepción complementa el principio de unidad, y supone el acceso de todos los ciudadanos, por igual, al juez natural previamente establecido por la ley, y a la jurisdicción ordinaria de un único poder judicial. No obstante, la Constitución contempla varias excepciones, compatibles con la unidad del poder judicial:
- La jurisdicción militar actuará en el ámbito estrictamente castrense y en los supuestos de estado de sitio (Art. 117.5).
- Los tribunales consuetudinarios y tradicionales, de naturaleza muy restringida, constituye un supuesto de participación popular en la administración de justicia (Art.125).
- El Tribunal de Cuentas contará con una jurisdicción propia (Art.136.2) relativa a la responsabilidad en que incurran los titulares de cargos que se ocupen del manejo de caudales públicos. Ello sin perjuicio de la recurribilidad de sus decisiones ante el Tribunal Supremo.
- Los titulares de determinados cargos serán aforados y serán juzgados por el Tribunal Supremo. Es el caso, entre otros, de los parlamentarios (Art. 71.2) y de los miembros del Gobierno (Art. 102.1)

#### Plenitud jurisdiccional
La plenitud jurisdiccional tiene dos caras. Por un lado, supone que los jueces han de resolver, en todo caso, los asuntos de que conozcan, y no podrán ampararse en la oscuridad de la norma o sus lagunas para negar una resolución, pues supondría negar el derecho fundamental a la tutela judicial efectiva (Art. 24). Por otra parte, esa misma tutela judicial efectiva implica la obligación pública de cumplir y hacer cumplir las resoluciones judiciales, y colaborar tanto en la resolución del proceso como en su posterior ejecución (Art. 118)

#### Principios procesales
El artículo 119 establece que la justicia será gratuita cuando así lo disponga la ley y, en todo caso, para quienes acrediten insuficiencia de recursos para litigar (Art. 119). La asistencia jurídica gratuita se convierte así en un derecho de tipo prestacional, relacionado con el principio del Estado social de derecho, si bien su exacta delimitación quedará en manos del legislador, atendiendo a los intereses públicos y a las concretas disponibilidades presupuestarias.
El artículo 120.1. establece que las actuaciones judiciales serán públicas. La publicidad del proceso (art. 120.1) y de la sentencia (art. 120.3) está consagrada como Derecho Fundamental en el artículo 24.2. Siendo parte fundamental del debido proceso, la jurisprudencia constitucional ha señalado que tiene por misión, por un lado, proteger a las partes de una justicia substraída al control público, y por otro, mantener la confianza de la comunidad en los Tribunales, constituyendo en ambos sentidos tal principio una de las bases del debido proceso y uno de los pilares del Estado de derecho. Adicionalmente, el Tribunal Constitucional también ha vinculado el principio de publicidad con el derecho a recibir libremente información.
El artículo 120.2 establece el principio de oralidad predominante, especialmente en materia criminal (Art. 120.2). Con ello se pretende favorecer la obtención de información por parte del juez mediante el contacto directo e inmediato con las partes. La ley ha respetado la oralidad predominante en los procesos penales, aunque la ha limitado en los procesos civiles, mercantiles o contencioso-administrativos, que son predominantemente escritos.
El artículo 120.3 establece el principio de motivación de las resoluciones judiciales (Art. 120.3), que busca evitar la arbitrariedad de los jueces y magistrados en el desempeño de su actividad jurisdiccional. Estarán obligados, por lo tanto, a dictar resoluciones razonadas y argumentadas conforme a derecho, debiendo fundamentar jurídicamente toda decisión o fallo.

#### Responsabilidad judicial
A semejanza de la responsabilidad patrimonial administrativa, la Constitución establece una responsabilidad directa del Estado, que deberá indemnizar los daños causados por error judicial o a consecuencia del funcionamiento anormal de la administración de justicia (Art. 121). Se trata de una responsabilidad patrimonial distinta a la eventual responsabilidad disciplinaria, civil o criminal en que pudieran incurrir los jueces y magistrados por el desempeño antijurídico de sus obligaciones. Por otra parte, la jurisprudencia constitucional ha establecido que para que el daño sea indemnizable, el particular tendrá que haber agotado todos los medios de defensa procesal con los que hubiera podido contar.

### Jueces y magistrados
El artículo 117 establece que los jueces y magistrados son los encargados de administrar la justicia. Los jueces y magistrados deben ser independientes, inamovibles, responsables y sometidos únicamente al imperio de la ley, y no podrán ser separados, suspendidos, trasladados ni jubilados, sino por alguna de las causas y con las garantías previstas en la ley (Art. 117).
El artículo 126 establece que los jueces y magistrados así como los fiscales, mientras se hallen en activo, no podrán desempeñar otros cargos públicos, ni pertenecer a partidos políticos o sindicatos. La ley establecerá el régimen de incompatibilidades de los miembros del poder judicial, que deberá asegurar la total independencia de los mismos (Art. 127).

### Consejo General del Poder Judicial

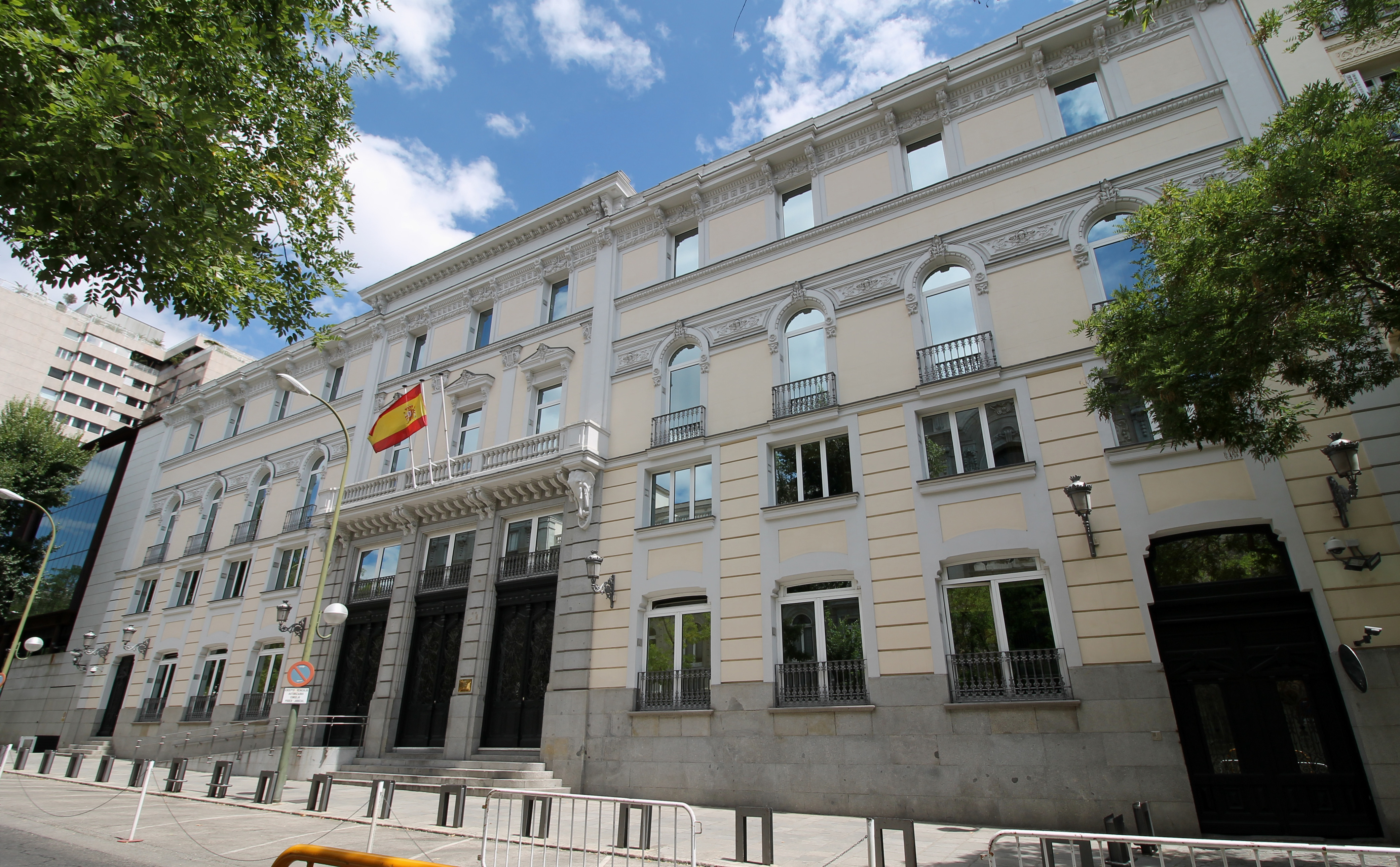
Sede del Consejo General del Poder Judicial.

El artículo 122 establece como órgano de gobierno del poder judicial el Consejo General del Poder Judicial (CGPJ). Entre sus funciones están los nombramientos, ascensos, inspección y régimen disciplinario. El CGPJ está integrado por el presidente del Tribunal Supremo, que es al mismo tiempo el presidente del CGPJ, y por veinte miembros nombrados por un período de cinco años. Ocho de los veinte miembros son nombrados por las Cortes Generales: cuatro son nombrados por el Congreso, y los otros cuatro, por el Senado; todos ellos deben ser juristas de reconocido prestigio con más de quince años de experiencia profesional (Art. 122). Los doce miembros restantes deben proceder de la carrera judicial, y su método de elección no se recoge en la Constitución sino que se deriva a lo que establezca una ley orgánica. La Ley Orgánica del Poder Judicial establece que estos doce miembros procedentes de la carrera judicial también son nombrados por las Cortes Generales. El CGPJ elige al Presidente del Tribunal Supremo (Art. 123).

### Ministerio Fiscal
El artículo 124 establece el Ministerio Fiscal como un órgano que tiene por misión «promover la acción de la justicia en defensa de la legalidad, de los derechos de los ciudadanos y del interés público tutelado por la Ley, de oficio o a petición de los interesados, así como velar por la independencia de los Tribunales y procurar ante éstos la satisfacción del interés social» (Art. 124.1). La Constitución establece que el Ministerio Fiscal se guiará por los principios de unidad de actuación, dependencia jerárquica, imparcialidad y sujeción a la legalidad (Art. 124.2). De ellos, el único que no comparten con jueces y magistrados es el de dependencia jerárquica: el Ministerio Fiscal se organiza jerárquicamente, y su actuación depende en última instancia del fiscal general del Estado, que es elegido por el Gobierno (Art. 124.4) Por ello, la jurisprudencia constitucional ha negado al Ministerio Fiscal tanto su carácter de órgano administrativo, como su naturaleza auténticamente judicial.

## Título VII: Economía y Hacienda
El título VII (artículos 128 a 136) trata de la organización y distribución de la riqueza nacional. El artículo 128 establece que toda la riqueza nacional, sea cual fuere su titularidad, está subordinada al interés general (Art. 128).
El artículo 134 establece que el Gobierno debe elaborar anualmente los Presupuestos Generales del Estado y las Cortes Generales deben aprobarlos. Si los presupuestos no son aprobados antes del ejercicio correspondiente, quedan automáticamente prorrogados los del año anterior. Una vez aprobados los presupuestos, el Gobierno puede presentar proyectos de ley para aumentar o disminuir el gasto público del mismo año. Además, toda proposición o enmienda que supongo un aumento de los gastos o disminución de los ingresos requiere la conformidad del Gobierno para su tramitación (Art. 134).

## Título VIII: Organización territorial
El título VIII (artículos 137 a 158) está dedicado a la organización territorial del Estado. Establece que el Estado se organiza territorialmente en municipios, provincias y comunidades autónomas. Estas entidades tienen autonomía para la gestión de sus intereses (Art. 137).
Históricamente, la Constitución de 1978 rompe la tradición centralista iniciada en 1700 por Felipe V, como intento de solución al problema regional y a las reivindicaciones de los grupos nacionalistas vasco, gallego y catalán, sin olvidar las minorías nacionalistas aragonesa, canaria, andaluza y valenciana.

### Comunidades autónomas

División territorial, según comunidades autónomas.

La Constitución reconoce el derecho a la autonomía de las regiones y nacionalidades que componen la nación española (Art. 2). El capítulo III del título VIII establece el procedimiento de creación y el modo de funcionamiento de las comunidades autónomas. Cada comunidad autónoma cuenta con un Gobierno autonómico, una Asamblea autonómica y un Estatuto de Autonomía que establece la denominación, el territorio, el modelo organizativo y las competencias que la comunidad asume.(Art. 147.2).
La Constitución determina los procedimientos para la creación de las comunidades autónomas a partir de las provincias españolas. Hay dos formas de acceder a la autonomía: la vía lenta, establecida en el artículo 143, y la vía rápida, establecida en el artículo 151. La vía rápida permite obtener un mayor nivel de autogobierno desde el principio pero tiene unos requisitos más exigentes que la vía lenta. Las comunidades que se forman mediante la vía lenta no disponen de todas las competencias al momento de constituirse y deben esperar cinco años para poder recibir el resto de competencias que no son exclusivas del Estado. Entre 1979 y 1983 se constituyeron las dieciséis comunidades autónomas salvo el caso de Navarra que, como se indicaba en el artículo 1 de la LORAFNA, ya constituía «una Comunidad Foral con régimen, autonomía e instituciones propias, indivisible integrada en la Nación española y solidaria con todos sus pueblos», por lo que se aseguraba «la continuidad histórica del régimen foral como solución autonómica singular del pueblo navarro». Aunque se asimila como tal, estrictamente hablando Navarra no es una comunidad autónoma aunque «el territorio foral de Navarra coincide y se identifica con la Comunidad Autónoma.»
En orden de accesión a la autonomía, las comunidades autónomas son: País Vasco, Cataluña, Galicia, Andalucía, Asturias, Cantabria, La Rioja, Murcia, Comunidad Valenciana, Aragón, Castilla-La Mancha, Canarias, Extremadura, Baleares, Comunidad de Madrid y Castilla y León. La adecuación constitucional del régimen foral navarro (con la LORAFNA) se verificó entre los procesos autonómicos de Canarias y Extremadura. Además, la disposición transitoria cuarta establece un mecanismo para la posible incorporación de Navarra al País Vasco.
El artículo 155 dota al Estado de un mecanismo coactivo para obligar a las comunidades autónomas al cumplimiento de las obligaciones impuestas por la Constitución española de 1978 u otras leyes, o que atenten gravemente contra el interés general de España.
Las relaciones entre el Estado General y las comunidades autónomas no están regidas por un principio de jerarquía, sino de cooperación. La Constitución no agota la distribución competencial, que fue posteriormente perfilada por leyes marco y de transferencia y por los Estatutos de autonomía. No obstante, en el artículo 149.1 establece un núcleo de distribución de competencias que habrá de ser respetado por el legislador. No se trata de un núcleo homogéneo, sino que contiene tanto las competencias exclusivas del Estado, como las materias en las que se produce una intervención conjunta del Estado junto con las comunidades autónomas.
Debido al principio de unidad jurisdiccional, el poder judicial es único en todo el territorio nacional, de manera que las comunidades autónomas no gozan de órganos con facultades jurisdiccionales. No obstante, existen ciertos puntos de relación entre la administración de justicia y las comunidades autónomas. En ese sentido, la jurisprudencia constitucional ha permitido que las autonomías provean de recursos materiales, personales y económicos a la administración de justicia en su territorio, siempre que se limiten al ámbito administrativo sin potestades jurisdiccionales. El Tribunal Superior de Justicia es el órgano jurisdiccional máximo en el territorio de la comunidad autónoma.

### Entidades locales
El capítulo II del título VIII sienta las bases para la regulación de la Administración local y establece que las entidades locales podrán disponer de tributos propios, además de participar de los tributos estatales y autonómicos (Art. 142). Las previsiones constitucionales respecto a las entidades locales fueron posteriormente desarrolladas por la Ley 7/1985, de 2 de abril, reguladora de las bases del régimen local.
La Constitución reconoce como entidades locales a los municipios y las provincias, además de las islas en Canarias y Baleares (Art. 141.4). No obstante, deja abierta la posibilidad de crear agrupaciones de municipios distintos de la provincia(Art. 141.3). La configuración posterior del régimen local ha creado la figura de la mancomunidad, el área metropolitana y la comarca.

#### Municipio
El artículo 140 establece la autonomía de los municipios como entidades locales, que gozan de personalidad jurídica plena. Los ayuntamientos, compuestos del alcalde y los concejales, se encargan del gobierno y administración de los municipios. Los concejales son elegidos por los vecinos del municipio mediante sufragio universal, igual, libre, directo y secreto. Los alcaldes a su vez pueden ser elegidos por los concejales o directamente por los vecinos, según el modelo de organización municipal, que la Constitución no concreta cómo debe ser (Art. 140).
En España hay un total de 8131 municipios. La autonomía local ha sido objeto de numerosa jurisprudencia por parte del Tribunal Constitucional, que ha tratado de perfilar un ámbito competencial propio y compatible con el poder del Estado General y la comunidad autónoma en que se sitúa.

#### Provincia

Las 52 provincias de España

El artículo 141 configura a la provincia como una entidad local con personalidad jurídica propia determinada por la agrupación de municipios cuya modificación exige ley orgánica. Además la provincia también cumple la función de división territorial para el cumplimiento de las actividades del Estado (Art. 141.1), así como la tarea de servir como circunscripción electoral. El Gobierno y administración de las provincias lo realizan las diputaciones provinciales u otras corporaciones de carácter representativo.
La Ley de Bases de Régimen Local desarrolla las previsiones constitucionales señalando que la diputación provincial constará de Pleno, Junta de Gobierno, presidente y vicepresidentes. Igualmente, señala como funciones básicas de la provincia el asegurar la prestación adecuada de los servicios municipales, así como coordinar las actuaciones de los distintos municipios, entre sí, y con las comunidades autónomas o el Estado General.

## Título IX: Tribunal Constitucional

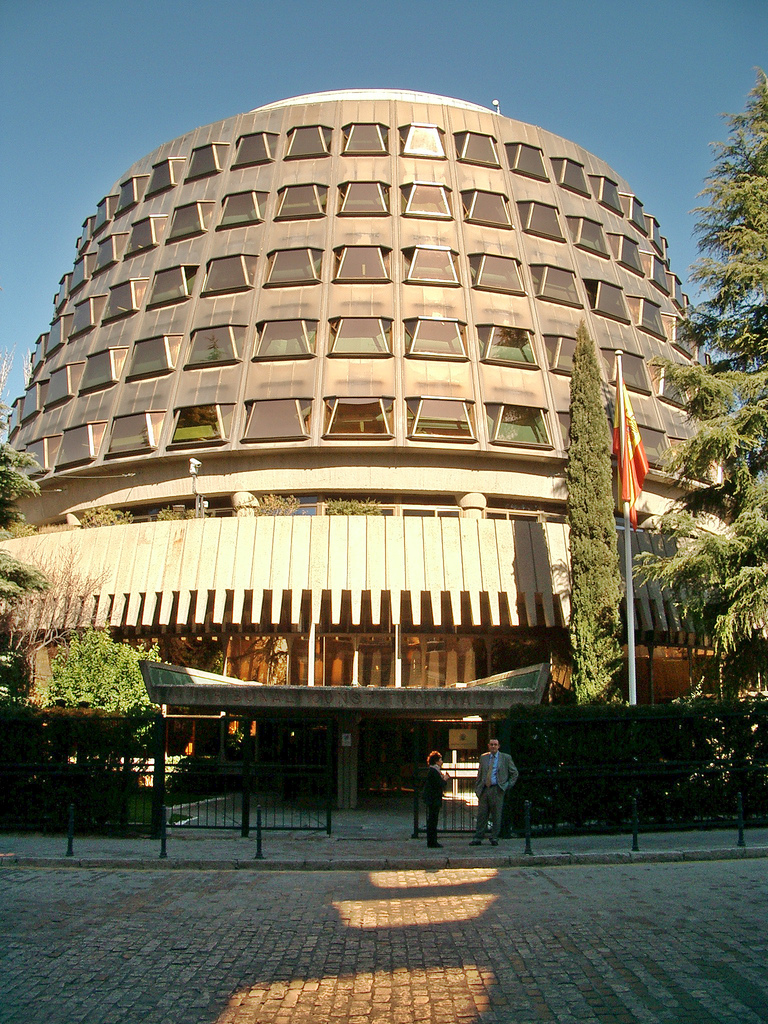
Sede del Tribunal Constitucional.

El título IX (artículos 159 a 165) está dedicado a la regulación del Tribunal Constitucional. Este tribunal específico e independiente tiene competencia para anular normas con rango de Ley, resolver cuestiones competenciales entre los Poderes constituidos, y servir de garante último de los Derechos Fundamentales de la sección I frente a los poderes públicos.
El Tribunal Constitucional extiende su jurisdicción sobre todo el territorio español (Art. 161.1) y sus declaraciones de inconstitucionalidad de Leyes y normas con rango de Ley tienen eficacia derogatoria erga omnes (Art. 164.1). Asimismo, la Constitución confía al legislador orgánico la regulación del funcionamiento del Tribunal Constitucional, el estatuto de sus miembros, el procedimiento ante el mismo y las condiciones para el ejercicio de las acciones (Art. 165).
De esta manera, la Ley Orgánica del Tribunal Constitucional define al órgano como el intérprete supremo de la Constitución, señalando su independencia frente a los demás órganos constitucionales y estableciendo su sumisión, exclusiva y excluyente, a la Constitución y a la mencionada Ley Orgánica.

### Composición
El artículo 159.1 establece que el Tribunal Constitucional se compone de doce magistrados nombrados por el rey y elegidos así: cuatro por el Congreso de los Diputados por mayoría de tres quintos, cuatro por el Senado por mayoría de tres quintos, dos por el Gobierno y dos por el Consejo General del Poder Judicial. Los miembros del Tribunal Constitucional son nombrados de entre jueces, magistrados, profesores de universidad, funcionarios públicos y abogados, todos ellos juristas de reconocida competencia con más de quince años de experiencia profesional (Art. 159.2). Cuatro de sus miembros se renuevan cada tres años, siendo su mandato total de 9 años (Art. 159.3).
El artículo 159.4 señala que la condición de magistrado del Tribunal Constitucional es incompatible con todo mandato representativo; con los cargos políticos o administrativos; con el desempeño de funciones directivas en un partido político o en un sindicato y con el empleo al servicio de los mismos; con el ejercicio de las carreras judicial y fiscal; y con cualquier actividad profesional o mercantil (Art. 159.4).
La figura del presidente del Tribunal Constitucional recibe una escueta regulación por parte de la Constitución, señalando que será elegido de entre sus miembros por el Pleno del Tribunal, y en tal sentido, nombrado por el rey por un periodo de tres años (Art. 160). Esta previsión constitucional es desarrollada por la Ley Orgánica del Tribunal Constitucional, que junto al presidente incluye la figura del vicepresidente. Esta ley establece para ambos una votación secreta, que requiere de mayoría absoluta en una primera vuelta. De no ser posible, la segunda votación requiere mayoría simple. Ante un eventual empate, se celebra nueva votación, que en caso de empatar nuevamente, supone la prevalencia del miembro más antiguo. Como cláusula de cierre, a igual antigüedad en el órgano, es nombrado el miembro de mayor edad.

### Atribuciones
La Constitución incluye un numerus apertus de atribuciones al Tribunal Constitucional, de manera que tan solo recoge un núcleo de competencias que posteriormente pueden ser ampliadas por ley orgánica (Art. 161.1.d), como de hecho sucede. De esta manera, el texto constitucional consagra el recurso de inconstitucionalidad, el recurso de amparo (Art. 161.1.b), el conflicto de competencia autonómico (Art. 161.1.c) las impugnaciones de resoluciones o disposiciones autonómicas y la cuestión de inconstitucionalidad (Art. 163).
Por su parte, la Ley Orgánica del Tribunal Constitucional incluye los conflictos de competencia entre órganos constitucionales; conflictos en defensa de la autonomía local; la declaración de constitucionalidad previa de los tratados internacionales; y la verificación de los nombramientos de magistrados del propio Tribunal Constitucional. Igualmente se permite al Pleno del Tribunal dictar reglamentos para regular su propia organización, funcionamiento y régimen de personal o servicios.
El artículo 162 precisa la legitimación necesaria para la interposición de los recursos. Para el recurso de inconstitucionalidad estarán legitimados el Presidente del Gobierno, el Defensor del Pueblo, cincuenta Diputados, cincuenta Senadores, los órganos colegiados ejecutivos de las comunidades autónomas y, en su caso, las Asambleas de las mismas. Para el recurso de amparo estará legitimada toda persona natural o jurídica que invoque un interés legítimo, así como el Defensor del Pueblo y el Ministerio Fiscal. Para el resto de procedimientos, la Constitución confía su regulación al desarrollo por ley orgánica (Art. 162.2). Finalmente, el artículo 163 regula la cuestión de inconstitucionalidad estableciendo una legitimación implícita a favor de los órganos del poder judicial.

## Título X: Reforma constitucional
El título X (artículos 166 a 169) establece los procedimientos para la reforma de la Constitución española. La iniciativa de reforma constitucional corresponde al Gobierno, al Congreso de los Diputados y al Senado. Además, las Asambleas autonómicas tienen atribuida una iniciativa indirecta: pueden remitir su propuesta a la Mesa del Congreso de los Diputados o solicitar al Gobierno que adopte la propuesta (Art. 87.2). En todo caso, la remisión del artículo 166 no incluye la iniciativa popular, de manera que esta ha de entenderse excluida en lo relativo a la reforma constitucional (Art. 166).
La Constitución española permite la reforma de todo su contenido, al contrario que otros ejemplos del constitucionalismo comparado, que dotan a parte de su contenido de un carácter intangible. No obstante, existen determinados capítulos de la Constitución que se consideran especialmente importantes para la estructura constitucional, y por ello, se les dota de una rigidez especial, cuyo procedimiento de reforma es tan restrictivo como la aprobación de una nueva Constitución.

### Procedimiento ordinario
El procedimiento ordinario de reforma constitucional exige la aprobación de la iniciativa de reforma por una mayoría de tres quintos, tanto en el Congreso como en el Senado. De haber desacuerdo entre ambas cámaras, una comisión mixta trata de presentar un texto consensuado que de nuevo se someterá a votación (Art. 167.1). Si el texto de la Comisión no obtiene el apoyo de los tres quintos del Senado y del Congreso de los Diputados, existe la posibilidad de conseguir su aprobación mediante la mayoría absoluta del Senado y la mayoría de dos tercios del Congreso de los Diputados (Art. 167.2). Finalmente, una décima parte de los diputados o de los senadores puede solicitar que el texto aprobado por las Cortes sea sometido a referéndum vinculante (Art. 167.3).

### Procedimiento agravado
La Constitución considera de especial trascendencia la reforma del título preliminar, del título II —relativo a la Corona—, o de la sección I del capítulo II del título I —que establece los derechos fundamentales y libertades públicas—. Por ello, contiene una cláusula intangible en virtud de la cual su modificación exige la utilización de un procedimiento agravado de reforma, cuya aprobación requiere mayoría de dos tercios en ambas Cámaras, y supone su inmediata disolución. Tras las consiguientes elecciones generales, las nuevas Cortes han de volver a aprobar la reforma por una nueva mayoría de dos tercios. La reforma es finalmente aprobada si obtiene su ratificación mediante referéndum.

## Reformas

### Reforma de 1992
En 1992 se realizó la primera reforma a la constitución española de 1978. El 7 de julio de 1992 los grupos parlamentarios, en el Congreso, del PSOE, Partido Popular, Convergència i Unió, de Izquierda Unida-Iniciativa per Catalunya, del CDS, PNV y Grupo Mixto, presentaron conjuntamente una proposición de reforma que consistió en añadir, en el artículo 13.2, la expresión «y pasivo», referida al ejercicio del derecho de sufragio de los extranjeros en elecciones municipales, para adaptar la Constitución al Tratado de Maastricht que obliga que se permita a los extranjeros comunitarios presentarse a las elecciones municipales. Al no afectar a los artículos arriba mencionados no se disolvieron las Cortes, y al no solicitar referéndum el 10 % de diputados o senadores, este no se llegó a celebrar.

### Reforma de 2011
La reforma de 2011 gira en torno a la modificación del artículo 135 de la Constitución, estableciendo en el texto el concepto de «estabilidad presupuestaria», constatándose un techo máximo de déficit estructural para las comunidades autónomas y el Estado, y dando «prioridad absoluta» al pago de la deuda pública en los presupuestos. Dicho déficit quedará delimitado por una ley orgánica, que en ningún caso podrá contravenir el techo fijado por la Unión Europea. La reforma obliga a las entidades locales a obtener equilibrio presupuestario a partir del año 2020. Asimismo se establece que el montante del conjunto de la deuda pública no podrá superar el 60 % del PIB.
La propuesta de reforma fue realizada por procedimiento de urgencia y lectura única, el 23 de agosto de 2011 por el presidente del Gobierno zapatero La reforma contó con el apoyo de los dos partidos mayoritarios, el PP y PSOE y también con UPN. Puesto que estos tres partidos tenían conjuntamente más del 90 % de diputados y senadores y, al tratarse de una reforma por proceso ordinario, no fue necesario un referéndum que tampoco fue solicitado por un 10 % de los representantes de una de ambas cámaras dentro del plazo previsto que concluyó el 26 de septiembre de 2011. Sin embargo, el resto de partidos representados en la cámara se mostraron descontentos ante dicha reforma en la que, según ellos, no se les había llamado a la negociación lo que les llevó a acusar a ambos partidos de «romper el proceso constituyente».

### Reforma de 2024
En diciembre de 2023, los líderes de los dos principales partidos españoles —PP y PSOE— alcanzaron un acuerdo para llevar a cabo la tercera reforma de la Constitución española. Esta reforma se ejecutaría de manera exprés en enero de 2024. Su objetivo principal fue reemplazar el término «disminuidos» del artículo 49 por la expresión «personas con discapacidad». El jueves 25 de enero, la Cámara Alta con el apoyo de 254 votos a favor y solo los tres senadores de Vox en contra aprobó la reforma del artículo 49. 

### Abreviaturas
- CE: Constitución Española de 1978.
- STC: Sentencia del Tribunal Constitucional.
- LG: Ley 50/1997, de 27 de noviembre, del Gobierno.
- RC: Resolución de 24 de febrero de 1982 por la que se ordena la publicación en el "Boletín Oficial del Estado" del nuevo Reglamento del Congreso de los Diputados, de 10 de febrero de 1982.
- RS: Reglamento del Senado, texto refundido aprobado por la Mesa del Senado, oída la Junta de Portavoces, en su Reunión del día 3 de mayo de 1994.
- LRJAP: Ley 30/1992, de 26 de noviembre, de Régimen Jurídico de las Administraciones Públicas y del Procedimiento Administrativo Común.
- LOTCu: Ley Orgánica 2/1982, de 12 de mayo, del Tribunal de Cuentas.
- LOPJ: Ley Orgánica 6/1985, de 1 de julio, del Poder Judicial.
- LOTC: Ley Orgánica 2/1979, de 3 de octubre, del Tribunal Constitucional.
- LBRL: Ley 7/1985, de 2 de abril, Reguladora de las Bases del Régimen Local.
- LOR: Ley Orgánica 2/1980, de 18 de enero, sobre Regulación de las Distintas Modalidades de Referéndum.